# FFH-Gebiet Lütjenholmer und Bargumer Heide
Das FFH-Gebiet Lütjenholmer und Bargumer Heide ist ein NATURA 2000-Schutzgebiet in Schleswig-Holstein im Kreis Nordfriesland in den Gemeinden Lütjenholm, Bargum, Langenhorn und Bordelum am Westrand des Naturraums Schleswig-Holsteinische Geest am Übergang zur Marsch. Das Gebiet besteht aus vier räumlich voneinander getrennten Teilgebieten:
- Teilgebiet 1: Bargumer Heide
- Teilgebiet 2: NSG Lütjenholmer Heidedünen
- Teilgebiet 3: Lütjenholmer Süderheide mit dem StOÜbPl Lütjenholm (Vereinbarungsgebiet) und den Lütjenholmer Heidedünen am Galgen-Berg (außerhalb StOÜbPl)
- Teilgebiet 4:  Forst bei Megelberg

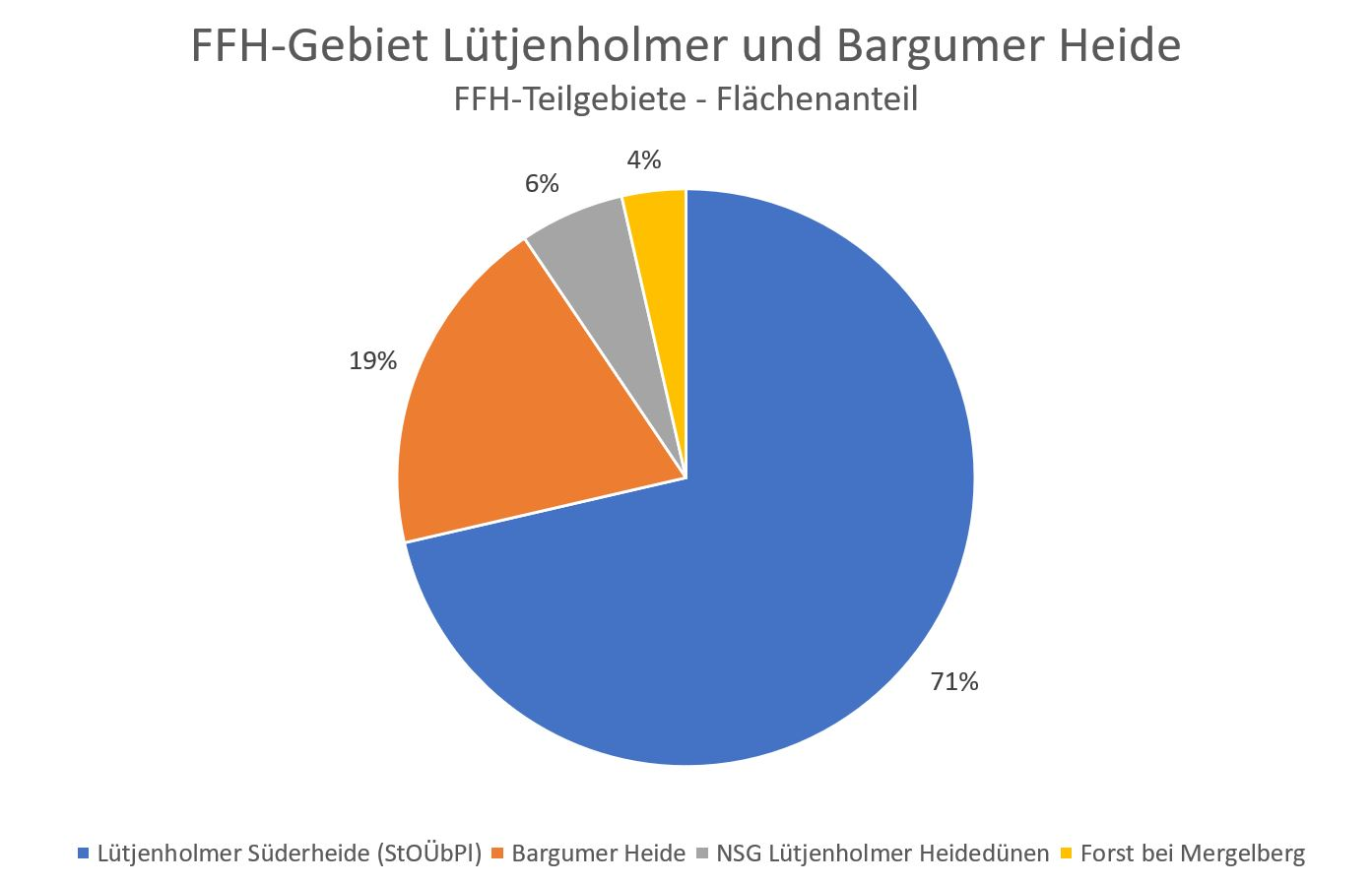
Diagramm 1: FFH-Teilgebiete

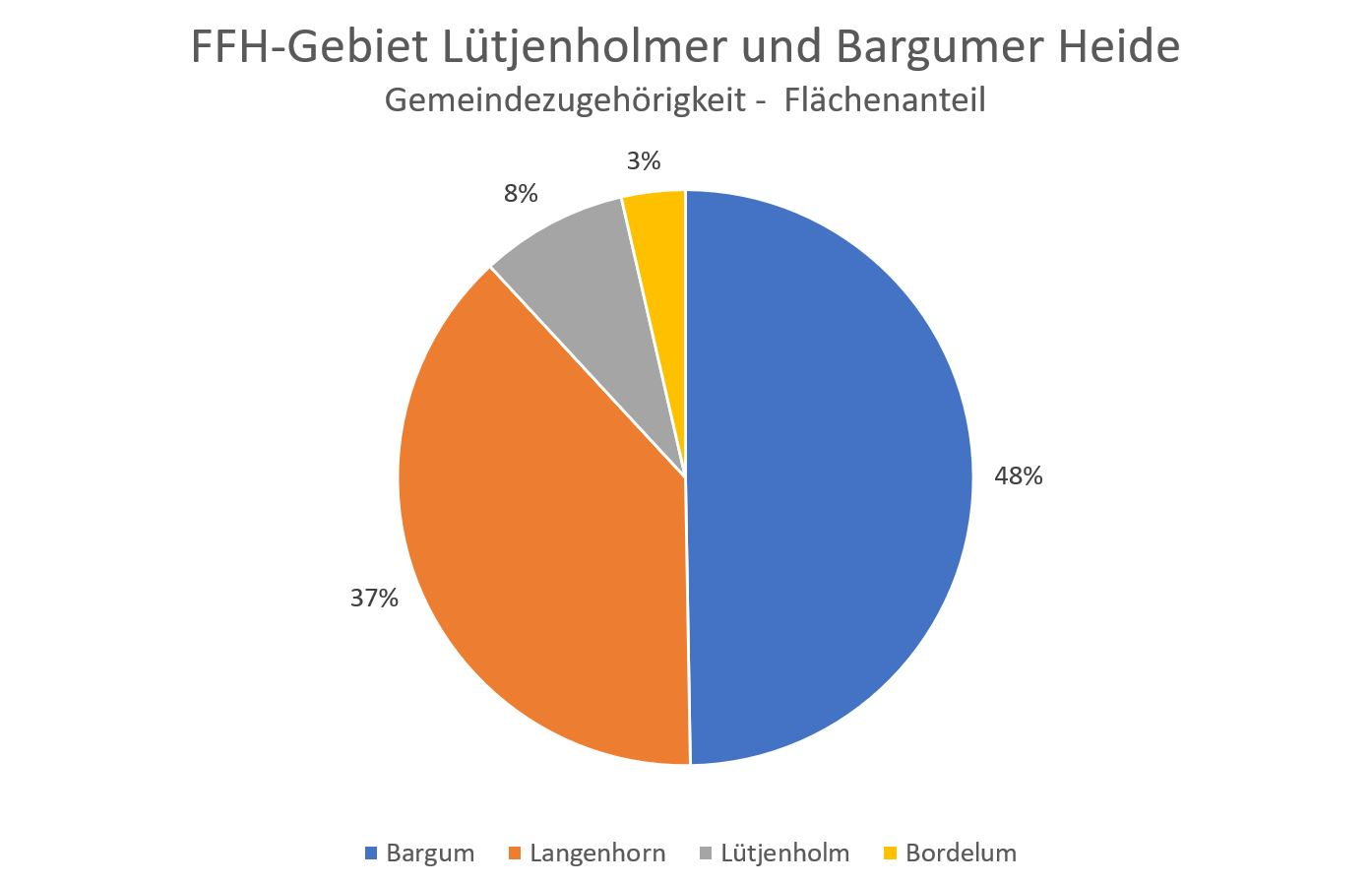
Diagramm 2: Gemeindezugehörigkeit

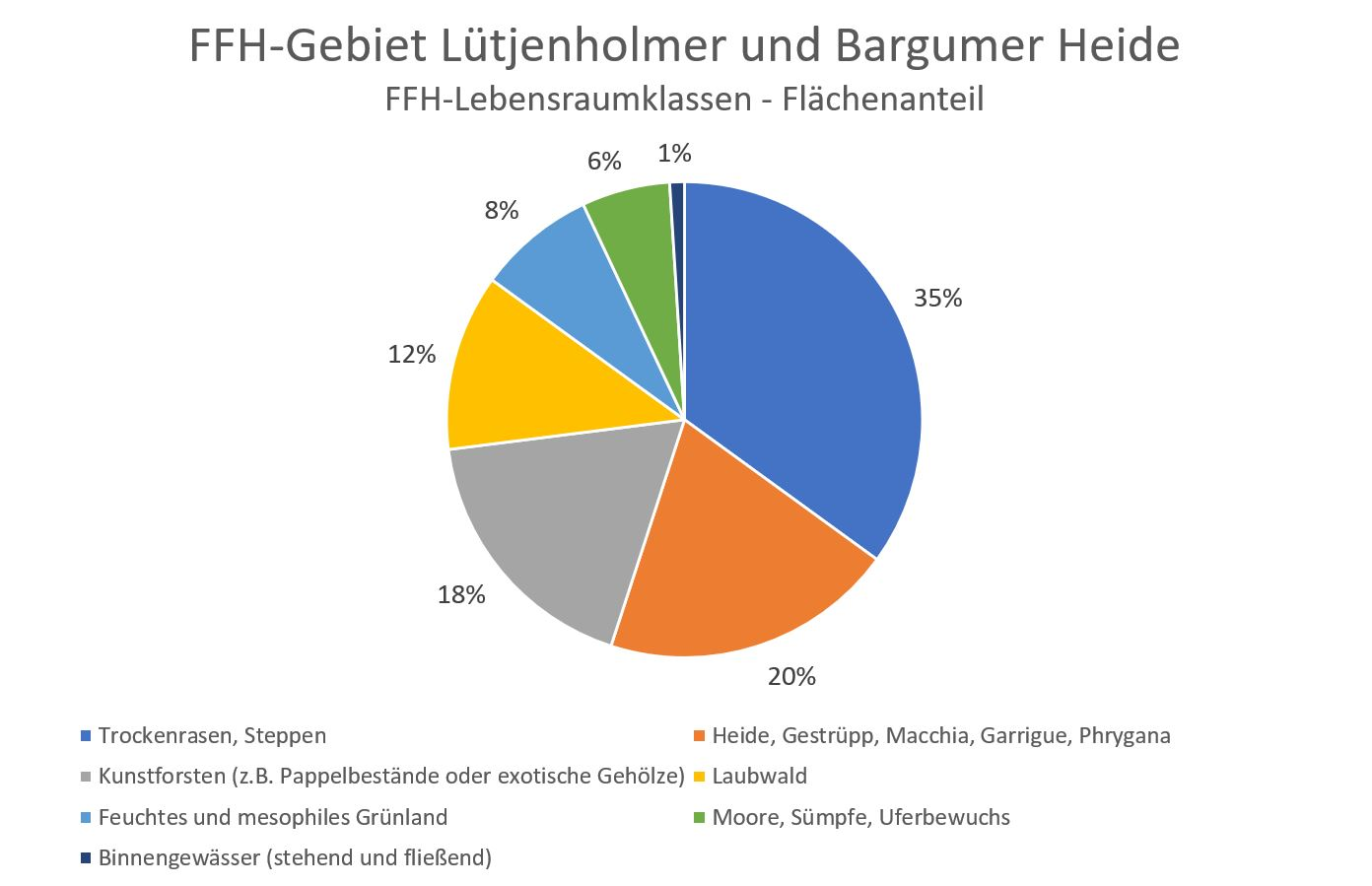
Diagramm 3: FFH-Lebensraumklassen

Das Gesamtgebiet hat eine Fläche von 313 ha. Die größte Ausdehnung liegt in Ostwestrichtung und beträgt 5,62 km. Die höchste Erhebung mit 11 m über NN ist der Galgenberg im Teilgebiet 3 außerhalb des Standortübungsplatzes, der niedrigste Punkt liegt im Teilgebiet 1 Bargumer Heide mit 2 m über NN. Fast die Hälfte des FFH-Gebietes liegt in der Gemeinde Bargum und gut ein Drittel in der Gemeinde Langenhorn, gefolgt von den Gemeinden Lütjenholm und Bordelum, siehe Diagramm 2. Das größte Teilgebiet mit knapp drei Viertel der Gesamtfläche des FFH-Gebietes nimmt das Teilgebiet 3 Lütjenholmer Süderheide mit den Lütjenholmer Heidedünen am Galgen-Berg ein. Das Teilgebiet 1 Bargumer Heide liegt mit knapp einem Fünftel an zweiter Stelle, gefolgt von dem NSG Lütjenholmer Heidedünen im Osten und dem Forst bei Megelberg im äußersten Süden, siehe Diagramm 1.
Das FFH-Gebiet beinhaltet eine Vielzahl verschiedener FFH-Lebensraumklassen. Den größten Anteil mit gut einem Drittel der Gesamtfläche stellen die Trockenrasen, gefolgt von einem Fünftel Heiden und knapp einem Fünftel Kunstforsten aus Pappeln und Nadelholzplantagen. Der Laubwald nimmt ein Achtel der Fläche ein. Grünland, Moore und Sümpfe folgen im einstelligen Prozentbereich. Nur 1 % der Fläche bestehen aus Gewässern, siehe Diagramm 3.

## FFH-Gebietsgeschichte und Naturschutzumgebung
Der Managementplan für das FFH-Teilgebiet „Bargumer Heide“ wurde am 31. Juli 2017, der für das FFH-Teilgebiet „Galgenberg und Megelbarg“ am 10. August 2017, der für das FFH-Teilgebiet „NSG Lütjenholmer Heidedünen“ am 21. August 2017 und der für den „Standortübungsplatz Lütjenholm“ am 21. Dezember 2017 veröffentlicht. Der sichelförmige bewaldeten Teil des FFH-Gebietes nordwestlich der Kreuzung der L13 mit der L4 wird bisher von keinem der bestehenden Managementpläne behandelt.
Alle Teilgebiete liegen in einem Schwerpunktbereich und der Nordrand des Teilgebietes Bargumer Heide an einer Hauptverbundachse des landesweiten Biotopverbundsystems. Am Nordrand der beiden Teilgebiete Bargumer Heide und NSG Lütjenholmer Heidedünen liegt mit der Soholmer Au ein Teil des FFH-Gebietes Gewässer des Bongsieler Kanal-Systems. Das Teilgebiet Bargumer Heide ist Teil des gesetzlich geschützten Geotops-Nr. Du 010 „Binnendünen der Bargumer Heide“ und das NSG Lütjenholmer Heidedünen Teil des Geotops-Nr. Du 012 „Binnendünen östlich Soholm“. Im FFH-Teilgebiet Standortübungsplatz Lütjenholm befindet sich ein Hügelgrab.
Im Landschaftsrahmenplan für den Planungsraum I für den Kreis Nordfriesland von 2020 soll mit dem FFH-Gebiet Lütjenholmer und Bargumer Heide „ein  geomorphologisch bedeutsames dynamisches Dünen- und Flugsanddeckensystem im Kontakt zum Fließgewässer als Offenlandschaft mit Gebüschen, Wald- sowie Moorflächen mit großer Artenvielfalt“ erhalten werden.

## FFH-Erhaltungsgegenstand

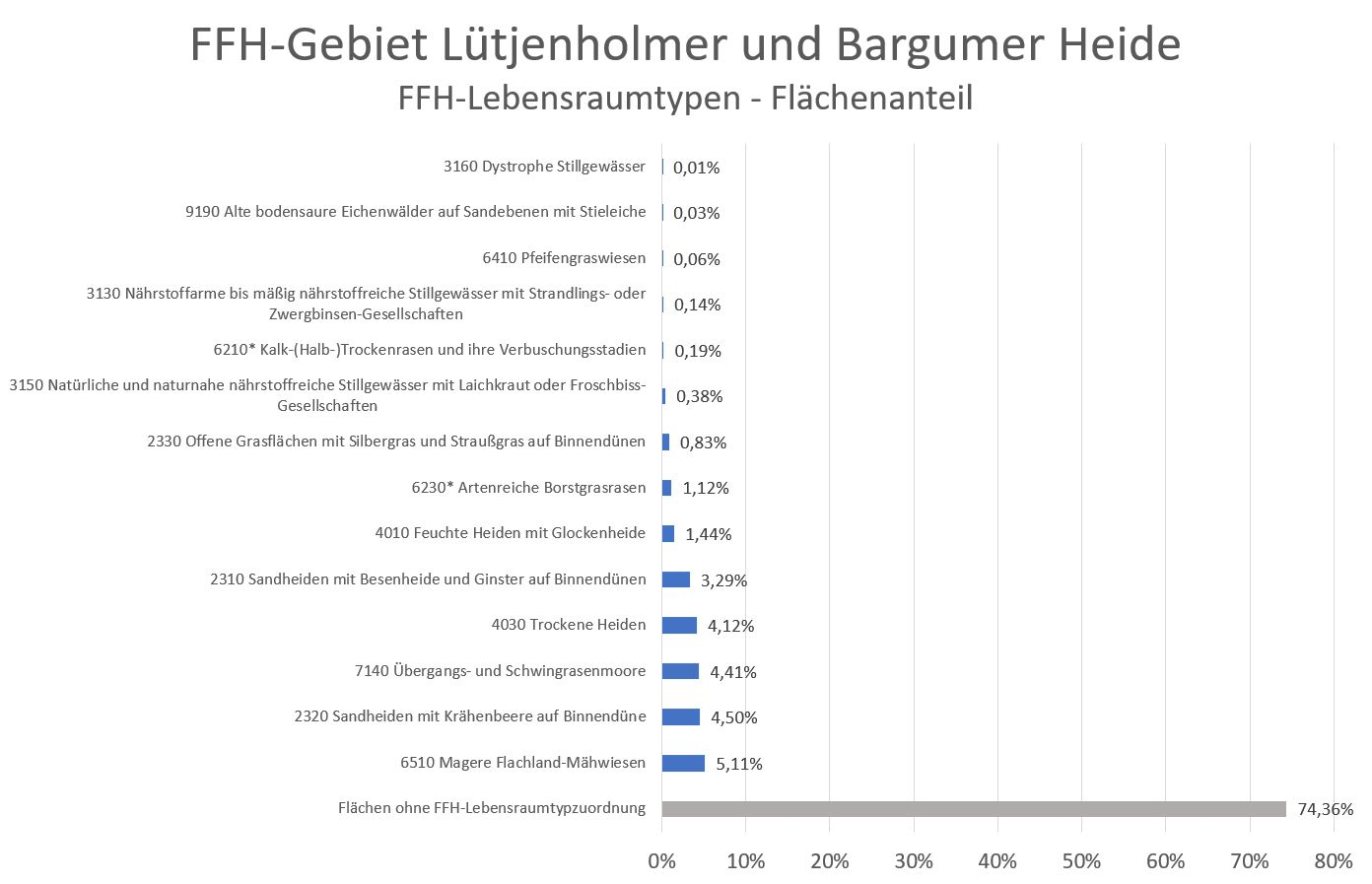
Diagramm 4: FFH-Lebensraumtypen

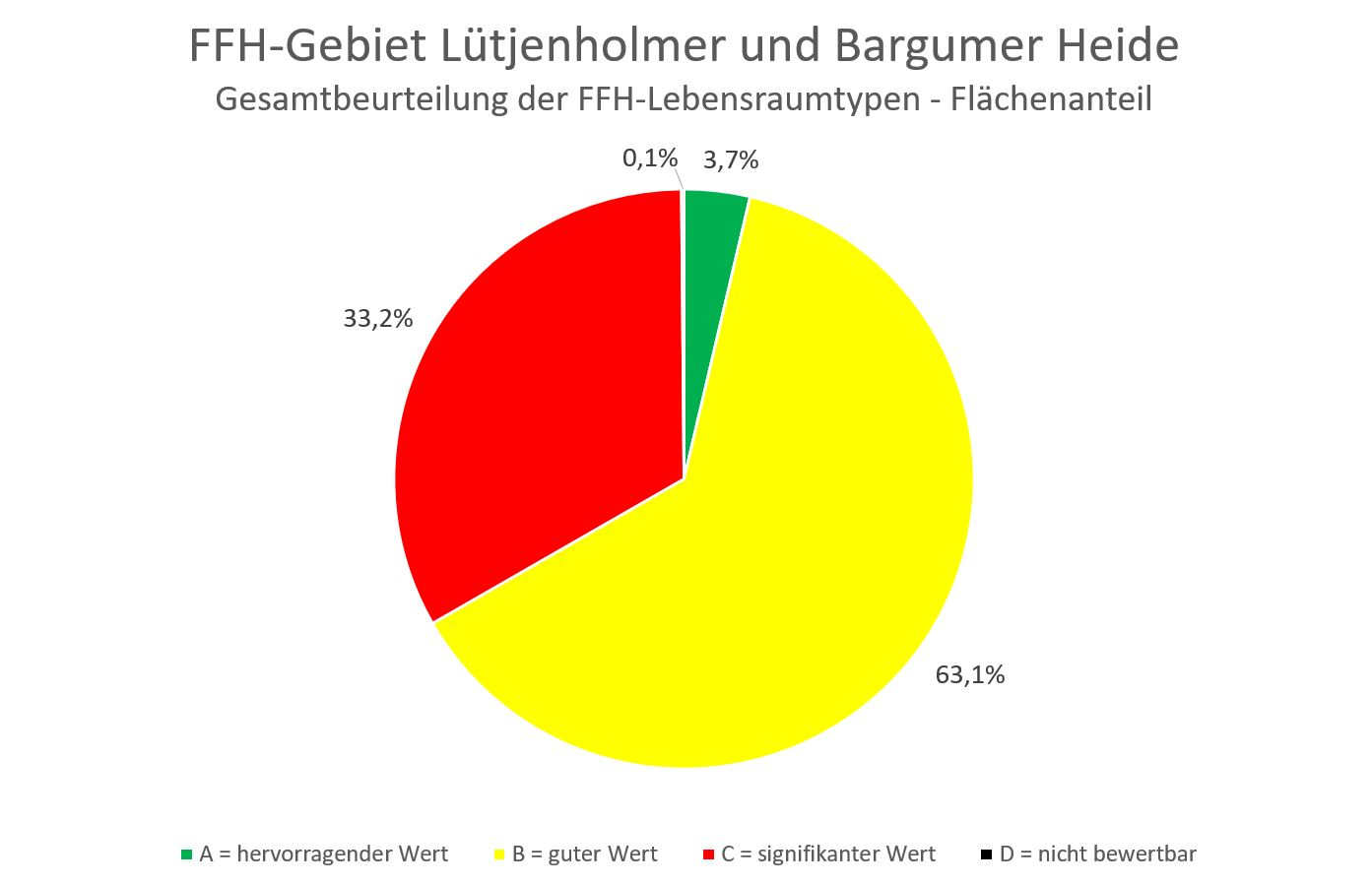
Diagramm 5: FFH-Gesamtbeurteilung

Laut Standard-Datenbogen vom Mai 2019 sind folgende FFH-Lebensraumtypen und Arten für das Gesamtgebiet als FFH-Erhaltungsgegenstände mit den entsprechenden Beurteilungen zum Erhaltungszustand der Umweltbehörde der Europäischen Union gemeldet worden (Gebräuchliche Kurzbezeichnung (BfN)):
FFH-Lebensraumtypen nach Anhang I der EU-Richtlinie:
- 2310 Sandheiden mit Besenheide und Ginster auf Binnendünen (Gesamtbeurteilung B)[16]
- 2320 Sandheiden mit Krähenbeere auf Binnendünen (Gesamtbeurteilung A)[17]
- 2330 Offene Grasflächen mit Silbergras und Straußgras auf Binnendünen (Gesamtbeurteilung C)[18]
- 3130 Nährstoffarme bis mäßig nährstoffreiche Stillgewässer mit Strandlings- oder Zwergbinsen-Gesellschaften (Gesamtbeurteilung B)[19]
- 3150 Natürliche und naturnahe nährstoffreiche Stillgewässer mit Laichkraut oder Froschbiss-Gesellschaften (Gesamtbeurteilung C)[20]
- 3160 Dystrophe Stillgewässer (Gesamtbeurteilung C)[21]
- 4010 Feuchte Heiden mit Glockenheide (Gesamtbeurteilung B)[22]
- 4030 Trockene Heiden (Gesamtbeurteilung B)[23]
- 6210* Kalk-(Halb-)Trockenrasen und ihre Verbuschungsstadien (* orchideenreiche Bestände) (Gesamtbeurteilung B)[24]
- 6230* Artenreiche Borstgrasrasen (Gesamtbeurteilung C)[25]
- 6410 Pfeifengraswiesen (Gesamtbeurteilung C)[26]
- 6510 Magere Flachland-Mähwiesen (Gesamtbeurteilung C)[27]
- 7140 Übergangs- und Schwingrasenmoore (Gesamtbeurteilung B)[28]
- 9190 Alte bodensaure Eichenwälder auf Sandebenen mit Stieleiche (ohne Bewertung, da Repräsentativität = D)[29]

FFH-Arten nach Anhang IV der EU-Richtlinie:
- 1197 Knoblauchkröte[31] (ohne Bewertung, da Repräsentativität = D)

- 1203 Laubfrosch[32]  (ohne Bewertung, da Repräsentativität = D)

- 1214 Moorfrosch[33] (ohne Bewertung, da Repräsentativität = D)

- 1261 Zauneidechse[34] (ohne Bewertung, da Repräsentativität = D)

Nur ein Viertel des FFH-Gebietes ist mit FFH-Lebensraumtypen ausgewiesen. Im Bereich von vier bis fünf Prozent liegen die FFH-Lebensraumtypen 6510 Magere Flachland-Mähwiesen, 2320 Sandheiden mit Krähenbeere auf Binnendünen, 7140 Übergangs- und Schwingrasenmoore und 4030 Trockene Heiden. Alle anderen liegen weit darunter, siehe Diagramm 4. Knapp zwei Drittel der mit FFH-Lebensraumtypen ausgewiesenen Fläche des FFH-Gebietes hat eine gute Gesamtbeurteilung zugesprochen bekommen. Ein Drittel hat nur den weniger guten Benotungsgrad C erhalten. Knapp vier Prozent erreichen sogar eine hervorragende A-Bewertung, siehe Diagramm 5. Hier handelt es sich ausschließlich um den im FFH-Gebiet am zweithäufigsten vorkommenden Gesamtbestand des FFH-Lebensraumtyps 2320 Sandheiden mit Krähenbeere auf Binnendünen.

## FFH-Erhaltungsziele
Aus den oben aufgeführten FFH-Erhaltungsgegenständen wurden vom Ministerium für Energiewende, Landwirtschaft, Umwelt und ländliche Räume des Landes Schleswig-Holstein folgende FFH-Lebensraumtypen und Arten zu FFH-Erhaltungsgegenständen von besonderer Bedeutung erklärt und Ziele für deren Erhaltung festgelegt:
- 2310 Sandheiden mit Besenheide und Ginster auf Binnendünen
- 2320 Sandheiden mit Krähenbeere auf Binnendünen
- 2330 Offene Grasflächen mit Silbergras und Straußgras auf Binnendünen
- 3130 Nährstoffarme bis mäßig nährstoffreiche Stillgewässer mit Strandlings- oder Zwergbinsen-Gesellschaften
- 3160 Dystrophe Stillgewässer
- 4010 Feuchte Heiden mit Glockenheide
- 4030 Trockene Heiden
- 6210* Kalk-(Halb-)Trockenrasen und ihre Verbuschungsstadien (* orchideenreiche Bestände)
- 6230* Artenreiche Borstgrasrasen
- 6510 Magere Flachland-Mähwiesen
- 7140 Übergangs- und Schwingrasenmoore

Aus den oben aufgeführten FFH-Erhaltungsgegenständen wurden vom Ministerium für Energiewende, Landwirtschaft, Umwelt und ländliche Räume des Landes Schleswig-Holstein folgende FFH-Lebensraumtypen und Arten zu FFH-Erhaltungsgegenständen von Bedeutung erklärt und Ziele für deren Erhaltung festgelegt:
- 3150 Natürliche und naturnahe nährstoffreiche Stillgewässer mit Laichkraut oder Froschbiss-Gesellschaften
- 6410 Pfeifengraswiesen

## FFH-Teilgebiet „Bargumer Heide“

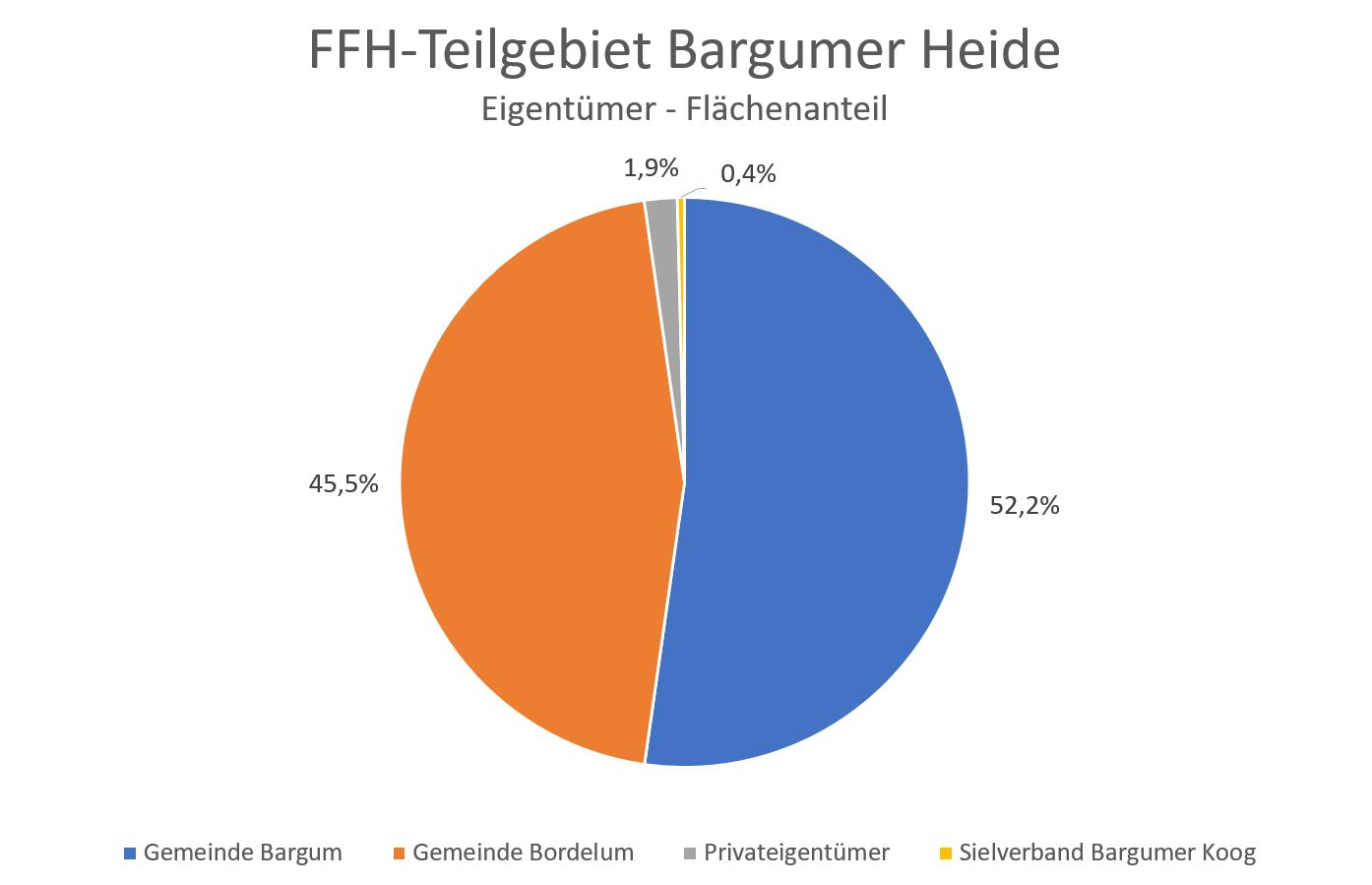
Diagramm 6: Eigentümer

Das FFH-Teilgebiet „Bargumer Heide“ ist das nordwestlichste der vier Teilgebiete und hat eine Flächengröße von 60,3 ha. Es liegt im Nordosten der Gemeinde Bargum nördlich des Ortsteils Ost-Bargum Feld zwischen der Kreisstraße K73 (Dörpstraat) im Süden und den Wiesen der Soholmer Au im Norden. Es ist Teil des gesetzlich geschützten Geotops-Nr. Du 010 „Binnendünen der Bargumer Heide“. Von der K73 ausgehend führt ein teilweise asphaltierter Wirtschaftsweg um das FFH-Gebiet herum wieder zurück auf die Kreisstraße. Von der K70 im Süden und von der Umgehung im Norden führen mehrere Wirtschaftswege in das FFH-Gebiet.
Die höchste Erhebung mit 7,7 m über NN liegt im Osten des Gebietes. Im Zentrum liegt eine von Nadelwald umgebene baumlose Senke von 1 m über NN, die über den Heidegraben mit drei Zuflüssen und nach Norden verrohrt in den Ost-Bargumer-Deich-Randgraben entwässert wird.
Die Flächen des Teilgebietes sind überwiegend im kommunalen Besitz der Gemeinden Bargum und Bordelund. Der Entwässerungsgraben Heidegraben gehört dem Sielverband Bargumer Koog. Zwei kleinere Areale am Weststrand befinden sich im Privatbesitz, siehe auch Diagramm 6.

### FFH-Lebensraumtypen

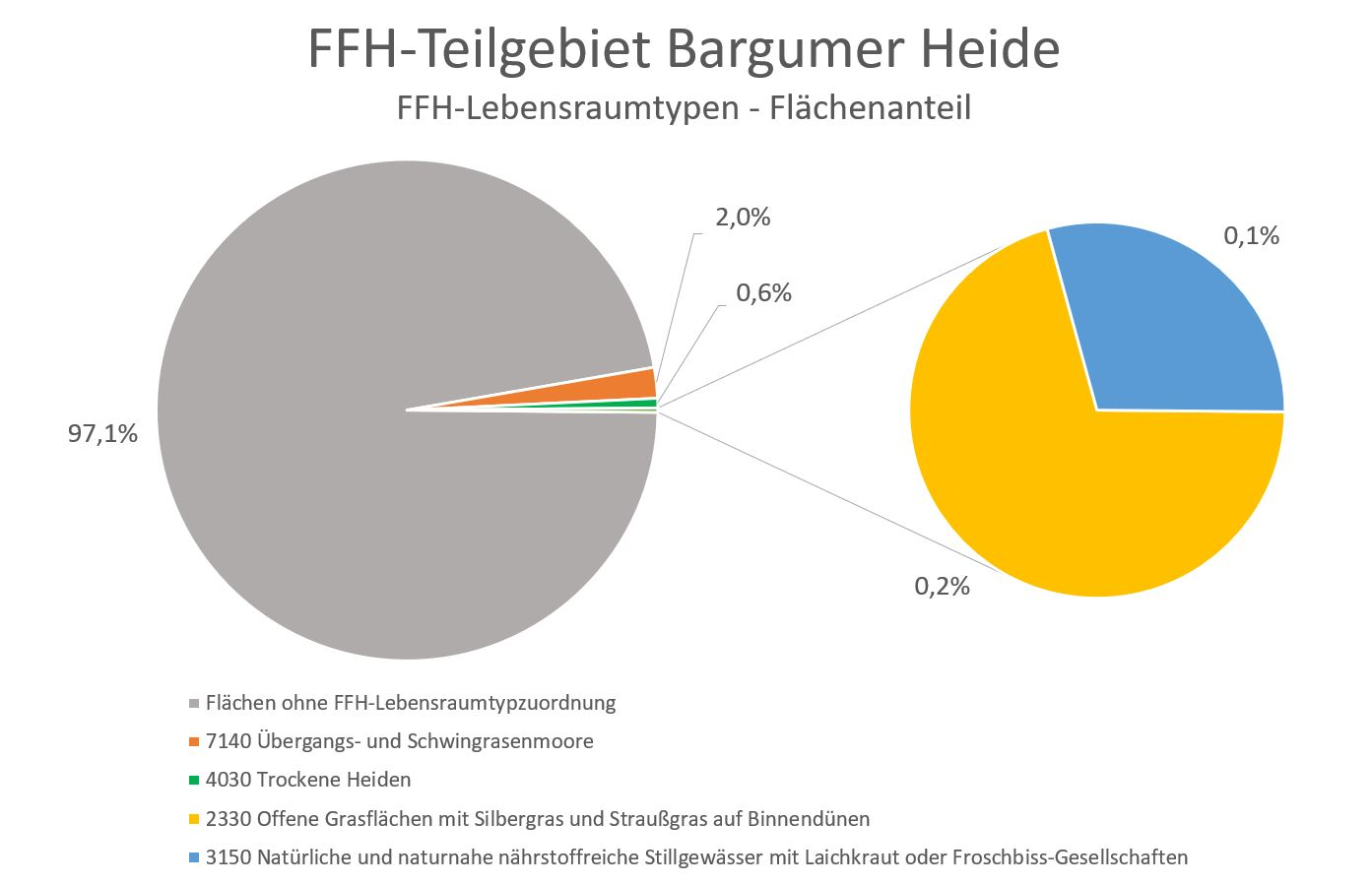
Diagramm 7: FFH-Lebensraumtypen

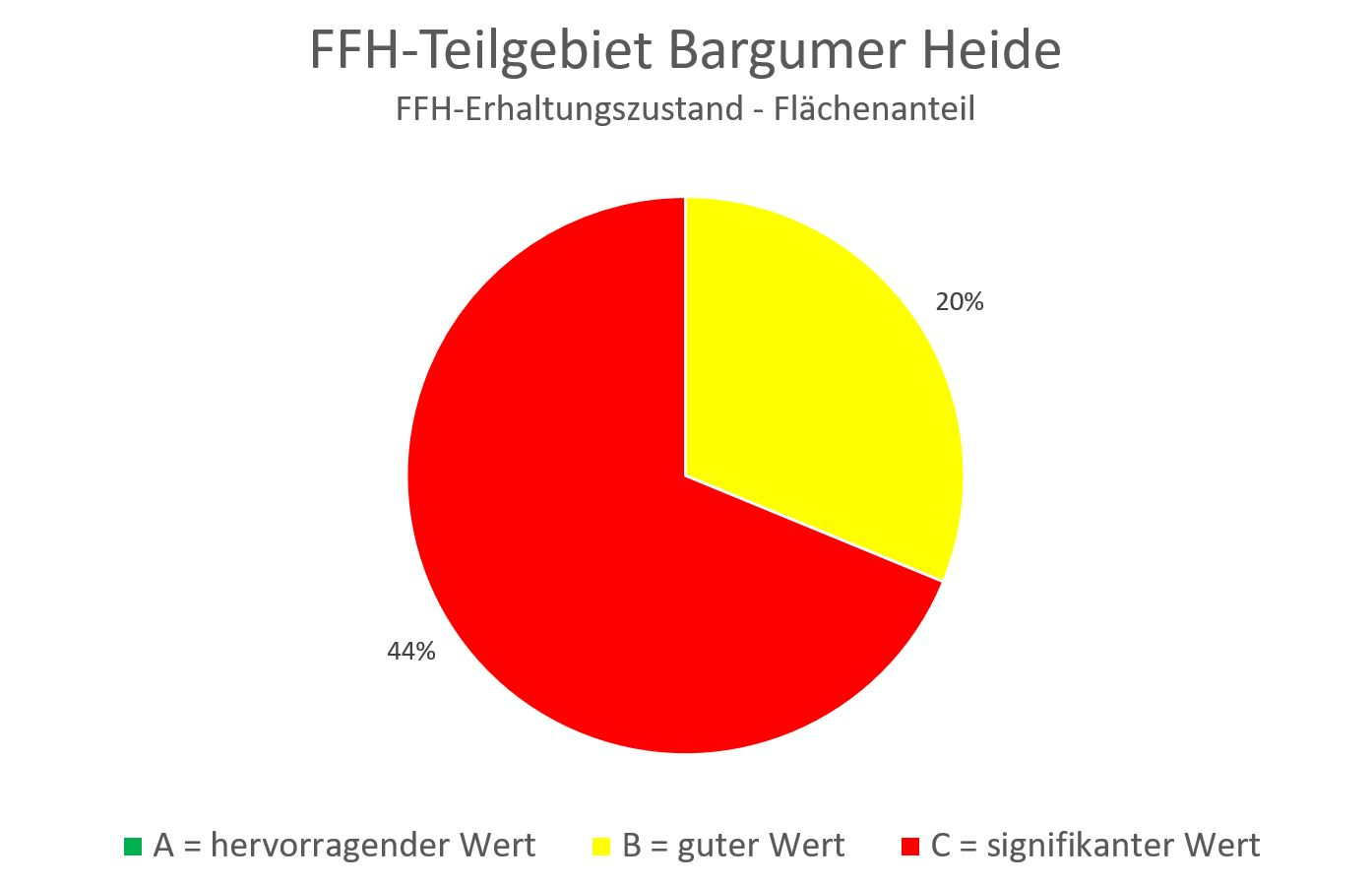
Diagramm 8: Erhaltungszustand

Im FFH-Teilgebiet „Bargumer Heide“ sind vier FFH-Lebensraumtypen vertreten. Sie machen nur knapp 3 % der Teilgebietsfläche aus, siehe Diagramm 7. Ein Drittel der FFH-Flächen haben einen guten Erhaltungszustand, während der Rest einen unbefriedigenden Wert aufweist, siehe Diagramm 8:
- 2330 Offene Grasflächen mit Silbergras und Straußgras auf Binnendünen (Erhaltungszustand 1 × C)
- 3150 Natürliche und naturnahe nährstoffreiche Stillgewässer mit Laichkraut oder Froschbiss-Gesellschaften (Erhaltungszustand 1 × C)
- 4030 Trockene Heiden (Erhaltungszustand 4 × B, 2 × C)
- 7140 Übergangs- und Schwingrasenmoore (Erhaltungszustand 1 × B, 1 × C)

Im FFH-Teilgebiet „Bargumer Heide“ sind drei FFH-Arten nach Anhang IV der EU-Richtlinie in geringer Zahl anzutreffen:
- 1203 Laubfrosch (ohne Bewertung, da Repräsentativität = D)

- 1214 Moorfrosch (ohne Bewertung, da Repräsentativität = D)

- 1261 Zauneidechse (ohne Bewertung, da Repräsentativität = D)

### Biotoptypen
Neben dem kleinen Anteil an FFH-Lebensraumtypen enthält das Teilgebiet eine große Fläche mit geschützten Biotoptypen. Den größten Anteil nimmt hier naturgemäß der Biotoptyp (TB) Binnendüne ein. An den Gebietsrändern im Süden und Westen befinden sich fünf kleinere Flächen mit (WB) Bruchwald und -gebüsch. Dort befindet sich auch eine kleine Fläche mit (WP) Pionierwald. In der Nordwestecke liegen zwei kleine (FT) Tümpel. Im Südosten sind drei Flächen mit (MS) Moorstadien vorhanden, sowie zwei mit (NS) Niedermoor Sumpf neben (TH) Zwergstrauchheide westlich und östlich eines Löschwasserteiches. Diese ist auch noch am Nordwest- und Ostrand als kleine Flächen zu finden. Im Zentrum befinden sich noch zwei größere Flächen mit (TR) Mager- und Trockenrasen.

### FFH-Analyse und Bewertung

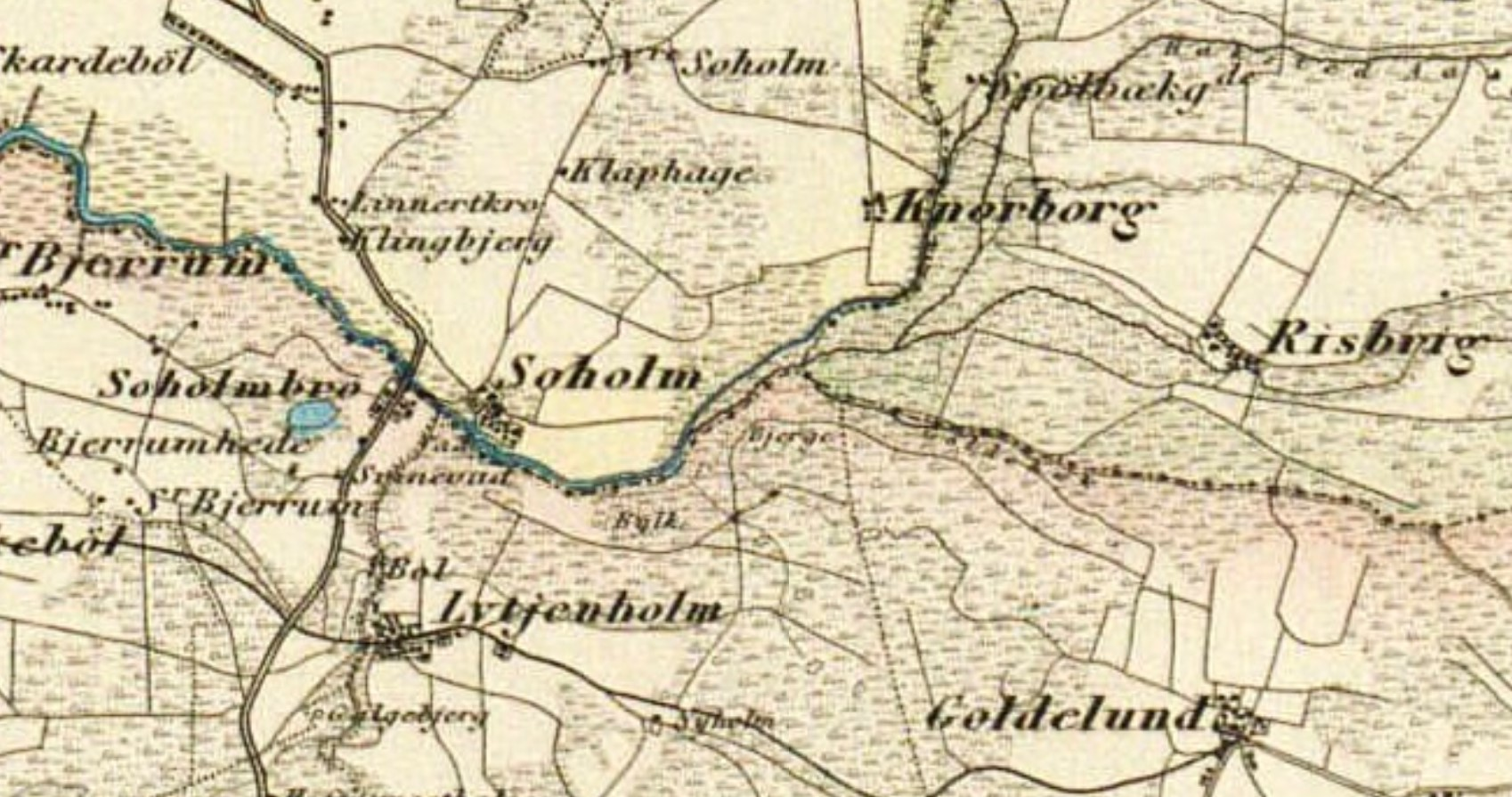
Bild 3: Lütjenholmer Heide um 1857

Das Kapitel FFH-Analyse und Bewertung im Managementplan beschäftigt sich unter anderem mit den aktuellen Gegebenheiten des FFH-Gebietes und den Hindernissen bei der Erhaltung und Weiterentwicklung der FFH-Lebensraumtypen. Die Ergebnisse fließen in den FFH-Maßnahmenkatalog ein.

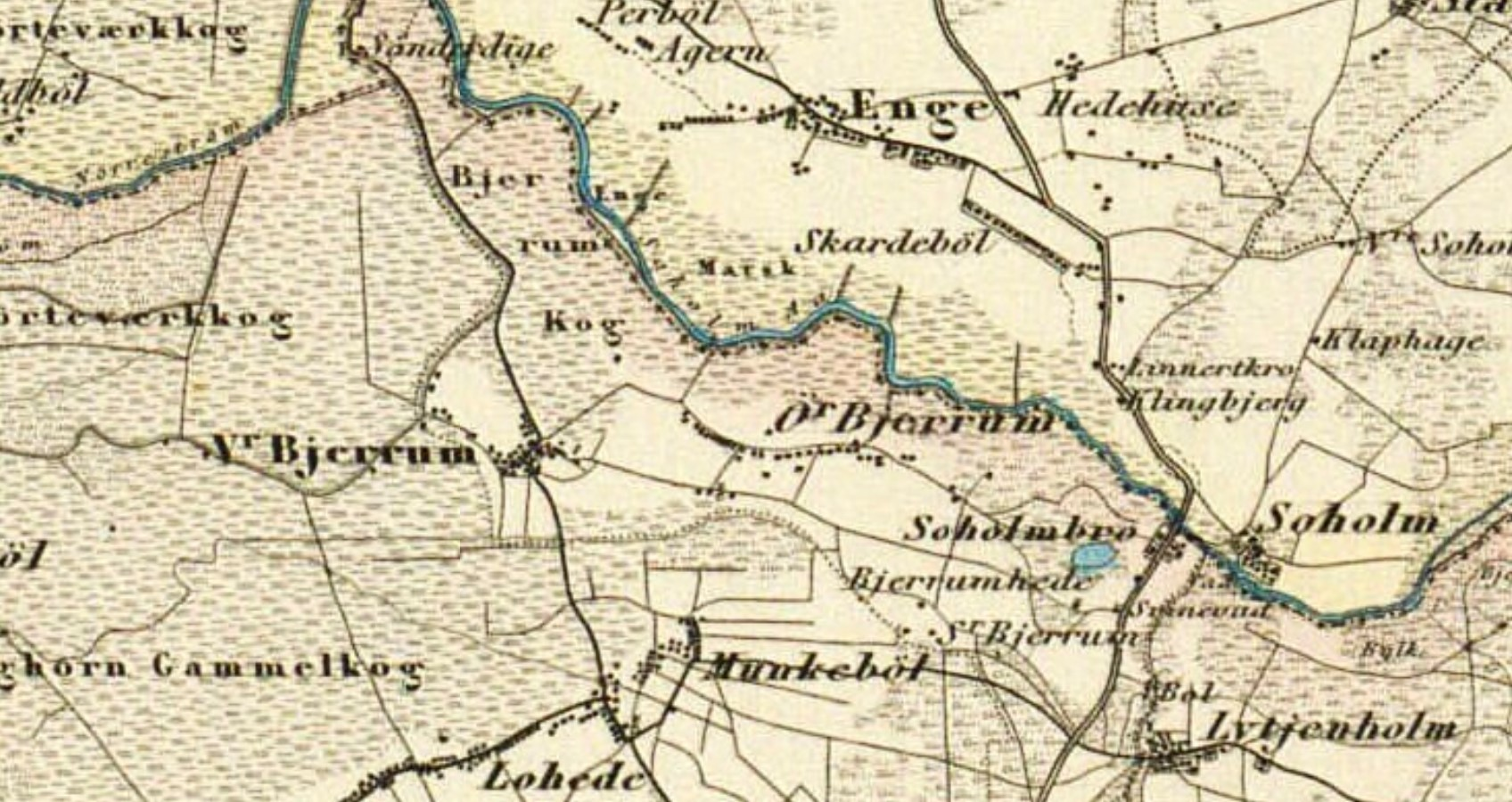
Bild 1: Bargumer Heide (dän. Bjerrumhede) um 1857

Das Grundproblem dieses Teilgebietes besteht darin, dass hier zwei Naturschutzziele des Landes Schleswig-Holstein miteinander konkurrieren. Das eine ist der mit diesem FFH-Gebiet gewollte Schutz und die Weiterentwicklung einer offenen Binnendünenfläche, das andere der Erhalt und die Ausweitung der Waldflächen im Land. Damit steht der Naturschutz hier vor einem Dilemma. Es handelt sich bei der Waldfläche im Teilgebiet nicht um einen historischen Waldstandort. In der dänischen Generalstabskarte von 1857 ist dort nur Heide verzeichnet, siehe Bild 1. Die Aufforstung dieser Fläche erfolgte nach der Gründung der Provinz Schleswig-Holstein im Jahre 1867 nach dem Deutschen Krieg von 1866. Die preußische Forstverwaltung startete Aufforstungsaktionen im waldarmen Nordfriesland mit nicht heimischen Nadelbäumen. Im Zeichen des Klimawandels mit steigender Anzahl von starken Stürmen sind die Windbruchflächen wiederum mit nicht heimischen Nadelbäumen ersetzt worden. Der nötige Waldumbau hin zu heimischen lichten Eichenbeständen ist erst in letzter Zeit eingeleitet worden. Durch ein Mosaik von lichten Flächen und Waldarealen kann ein Kompromiss zwischen Waldflächenerhalt bei gleichzeitig geringerer Beschattung der offenen Binnendünen erreicht werden.
Für die feuchten Senken mit den Lebensraumtyp 7140 Übergangs- und Schwingrasenmoore und den Biotoptyp (NS) Niedermoor Sumpf haben sich die Bedingungen durch die anhaltende Absenkung der Grundwasserstände im Teilgebiet verschlechtert. Hier ist die Einleitung von Gegenmaßnahmen dringend geboten.

### FFH-Maßnahmenkatalog
Der FFH-Maßnahmenkatalog im Managementplan führt neben den bereits durchgeführten Maßnahmen geplante Maßnahmen zur Erhaltung und Entwicklung der FFH-Lebensraumtypen im FFH-Gebiet an. Konkrete Empfehlungen sind in 18 Maßnahmenblättern und einer Maßnahmenkarte beschrieben.
- Maßnahmenblatt 1: Dieses beschäftigt sich mit der notwendigen Offenhaltung der Moor- und Heideflächen. Zunächst müsste die Spätblühende Traubenkirsche als invasive Art beseitigt werden und dann sollte eine zeitlich abgestimmte Schafhütebeweidung das Aufkommen von neuen Gehölzen verhindern.
- Maßnahmenblatt 2: Zur Unterstützung der Entwicklung der feuchten Standorte soll an vier Stellen durch Einbau von Erdstauen in die Entwässerungsgräben der Wasserstand erhöht werden.
- Maßnahmenblatt 3: Die Grünlandflächen dürfen nicht zu Ackerland umgebrochen werden. Da sich das Gelände im kommunalen Besitz befindet, ist diese gesetzliche Forderung abgesichert.
- Maßnahmenblatt 4: Entfernung von bestehenden Nadelwaldbarrieren zwischen den Offenlandhabitaten der Zauneidechse. Als Ausgleich sollen an den Gebietsrändern an der K72 und im Westen und Norden neue Wälder mit Eichen und Birken angelegt werden.
- Maßnahmenblatt 5: Im Teilgebiet bestehen bereits an FFH-Flächen angelehnte Entwicklungsflächen. Diese sollten zu FFH-Lebensräumen entwickelt werden, um die bestehenden zu vergrößern.
- Maßnahmenblatt 6: Die Bewaldung des Dünenkomplexes verhindert eine Weiterentwicklung und Verbindung der Dünenbereiche. Als sehr langfristige Maßnahme sind diese Bestände zu fällen und an anderer Stelle zum Ausgleich wieder neue anzupflanzen.
- Maßnahmenblatt 7: In der Nordwestecke des Teilgebietes befindet sich ein Kleingewässer, das vom umliegenden Bäumen stark beschattet wird. Dieser Bestand sollte gen Süden gelichtet werden, um den Lebensraum für Amphibien und Libellen zu verbessern.
- Maßnahmenblatt 8: Umbau der Nadelforsten zu Eichen-Birken-Mischwald. Diese Forderung steht auch im Einklang zu den Handlungsgrundsätzen der Schleswig-Holsteinischen Landesforsten.
- Maßnahmenblatt 9: Der Vorschlag zur Neuwaldbildung im Randbereich außerhalb des Teilgebietes soll dazu dienen, den Wald als Barriere gegen Nährstoffeinträge in das FFH-Gebiet zu nutzen. Dazu müssten Privatflächen von den Gemeinden zugekauft werden. Die Bereitschaft dazu ist aber nicht vorhanden.
- Maßnahmenblatt 10: Einstellung der Entwässerung des Teilgebietes. Diese Maßnahme hat die Anhebung des Grundwasserstandes zum Ziel. Dies würde Abstimmung zwischen dem zuständigen Wasserverband und den Anliegern außerhalb des FFH-Gebietes erfordern. Die Maßnahme ist deshalb als langfristig einzustufen.
- Maßnahmenblatt 11: Freistellung im gesamten Gebiet und Entwicklung zu Binnendünen als Zukunftsprojekt. Rekultivierung der Dünenflächen zu einem Zustand vor der Anpflanzung von Bäumen im 19ten Jahrhundert.
- Maßnahmenblatt 12: Extensivierung der Grünlandnutzung. Durch den Verzicht auf Düngung und Verbringung der Mahd aus dem Gebiet soll der Umbau zu Magerrasenflächen erreicht werden.
- Maßnahme 13: Übernahme der Betreuung durch einen noch zu gründenden Verein mit Mitgliedern aus den Gemeinden als Eigentümer der Flächen; Ortsfremde Betreuung wird abgelehnt.
- Maßnahme 14: Aufstellung von Informationstafeln des landesweiten Informationssystems (BIS) durch den LLUR.
- Maßnahme 15: Keine Asphaltierung des Wirtschaftsweges am Nordrand. Damit soll die Entstehung einer zusätzlichen Barriere zur Soholmer Au verhindert werden.
- Maßnahme 16: Abbau von nicht benötigten Wildschutzzäunen durch die Eigentümergemeinden.
- Maßnahme 17: Verbot des Besatzes von Fischen in den Gewässern des Teilgebietes zum Schutz von Amphibien und Libellen.
- Maßnahme 18: Biotopverbund zur Soholmer Au herstellen. Dazu besteht aktuell keine Bereitschaft.

### FFH-Erfolgskontrolle und Monitoring der Maßnahmen
Eine FFH-Erfolgskontrolle und Monitoring der Maßnahmen findet in Schleswig-Holstein alle 6 Jahre statt. Der Managementplan wurde 2017 veröffentlicht. Somit wäre 2023 die nächste FFH-Erfolgskontrolle fällig.

## FFH-Teilgebiet NSG Lütjenholmer Heidedünen

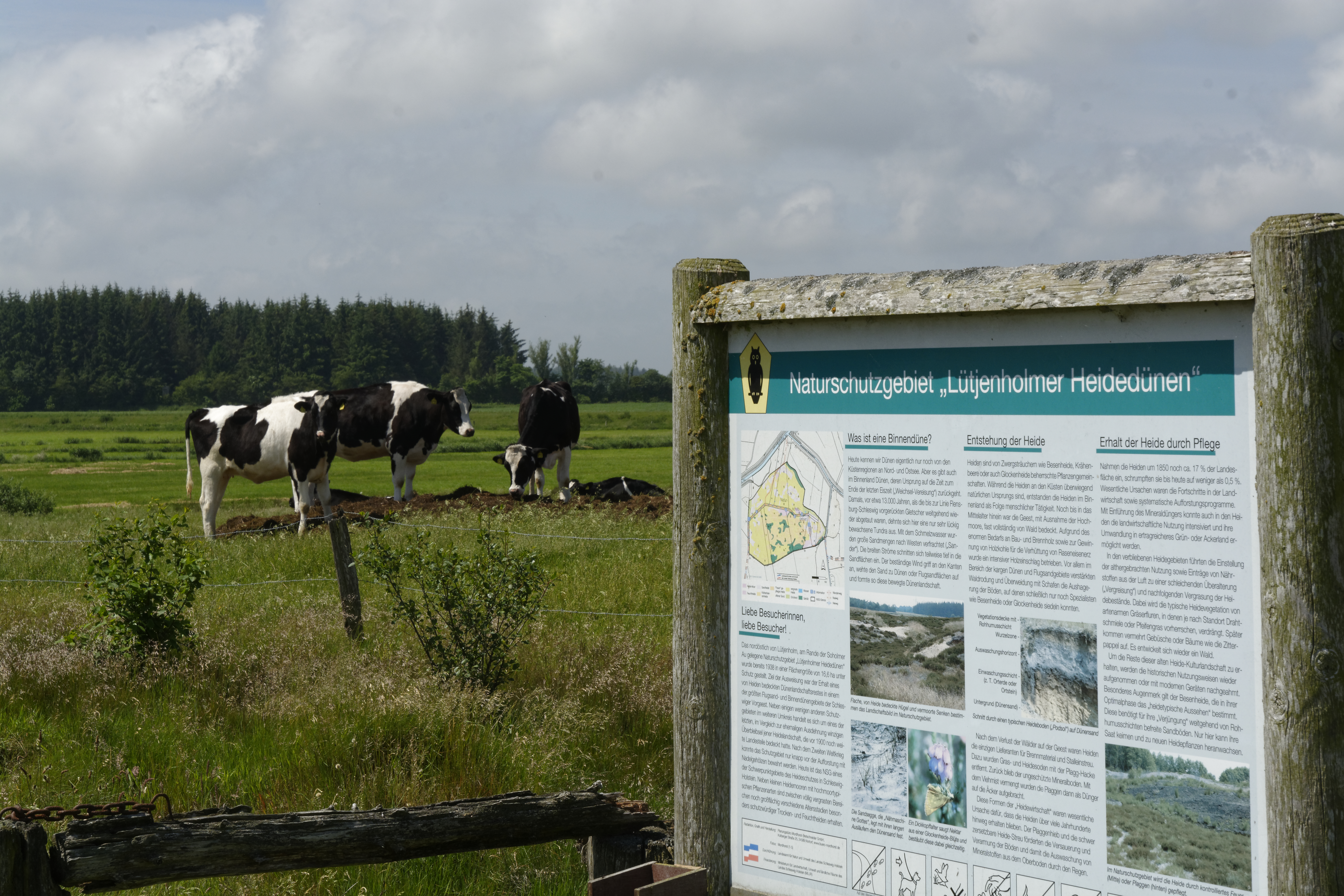
Bild 2: BIS-Tafel

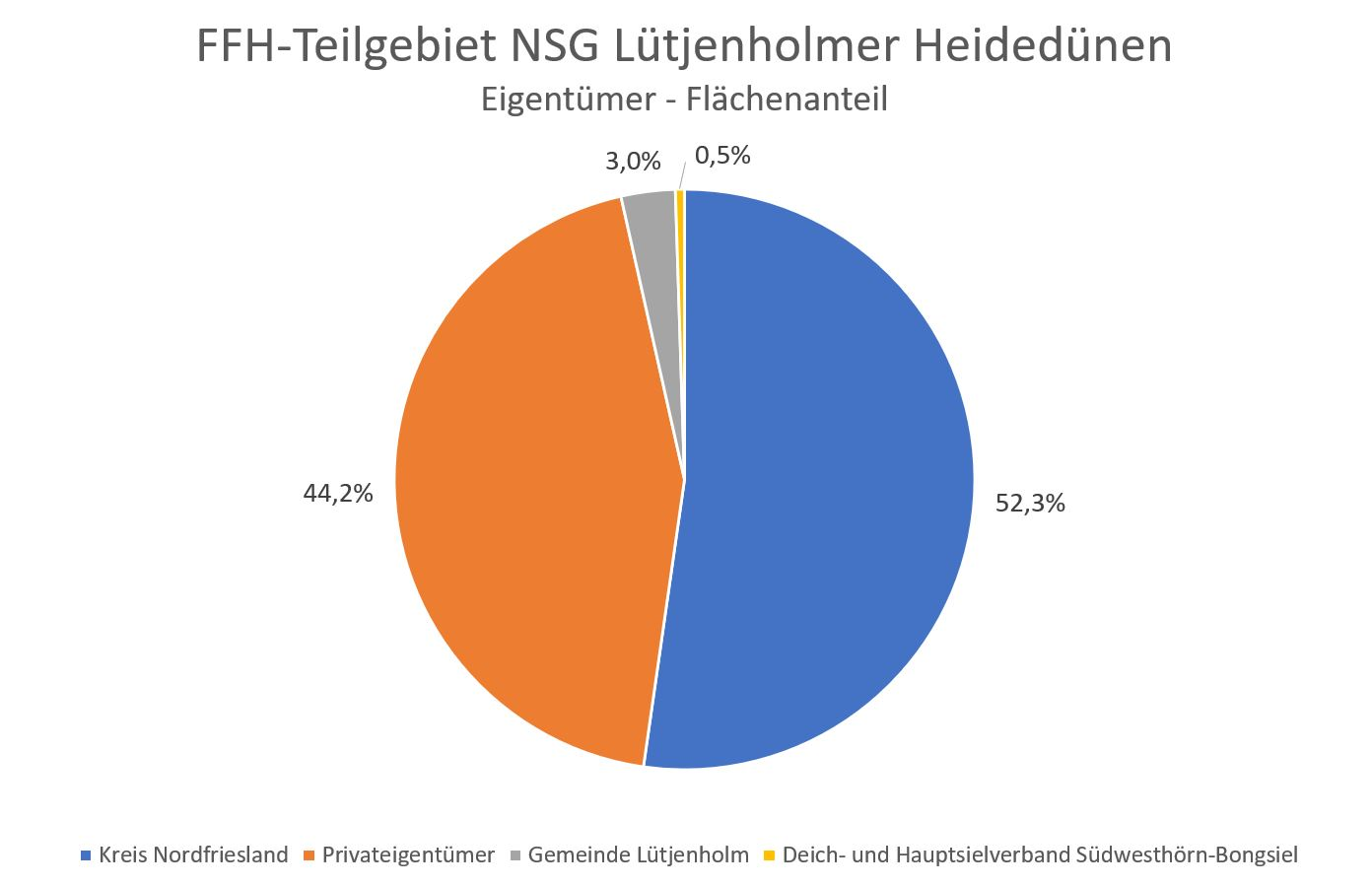
Diagramm 9: Eigentümer

Das FFH-Teilgebiet „NSG Lütjenholmer Heidedünen“ ist das westlichste der vier Teilgebiete und hat eine Flächengröße von 19,8 ha. Es liegt in der Nordostecke der Gemeinde Lütjenholm südlich der Mündung des Goldebeker Mühlenstroms in die Soholmer Au. Es ist Teil des Geotops-Nr. Du 012 „Binnendünen östlich Soholm“ und beinhaltet das am 22. Februar 1938 ausgewiesene Naturschutzgebiet „Lütjenholmer Heidedünen“. Die höchste Erhebung mit 8,8 m über NN liegt auf einem Binnendünenrücken im Zentrum.
Das Teilgebiet kann nur vom Süden her über die Straße „Na de Heide“ erreicht werden. Diese geht dann in einen Rad-, Reit- und Wanderweg über, der von West nach Ost das Teilgebiet durchquert, dann den Birkegraben überquert und weiter Richtung Halverstanger Berge nach Goldelund führt. Am Wanderweg befinden sich sechs Informationstafeln des landesweiten Besucherinformationssystems (BIS), siehe Bild 2. Das LLUR hat für das Naturschutzgebiet ein Faltblatt für Besucher herausgegeben, das man auch im Internet kostenlos herunterladen kann.
Der Wanderweg befindet sich zum größten Teil im Besitz der Gemeinde Lütjenholm, das Gebiet nördlich des Wanderweges und an der Ostspitze befindet sich im Eigentum der Kreises Nordfriesland. Die Fläche südlich des Wanderweges ist im Privateigentum. Die Nordspitze an der Soholmer Au ist Eigentum des Deich- und Hauptsielverbandes Südwesthörn-Bongsiel, siehe auch Diagramm 9. Die Betreuung geschützter Gebiete in Schleswig-Holstein gem. § 20 LNatSchG wurde vom LLUR für dieses NSG der Arbeitsgemeinschaft Geobotanik in Schleswig-Holstein und Hamburg e.V übertragen.

### FFH-Lebensraumtypen

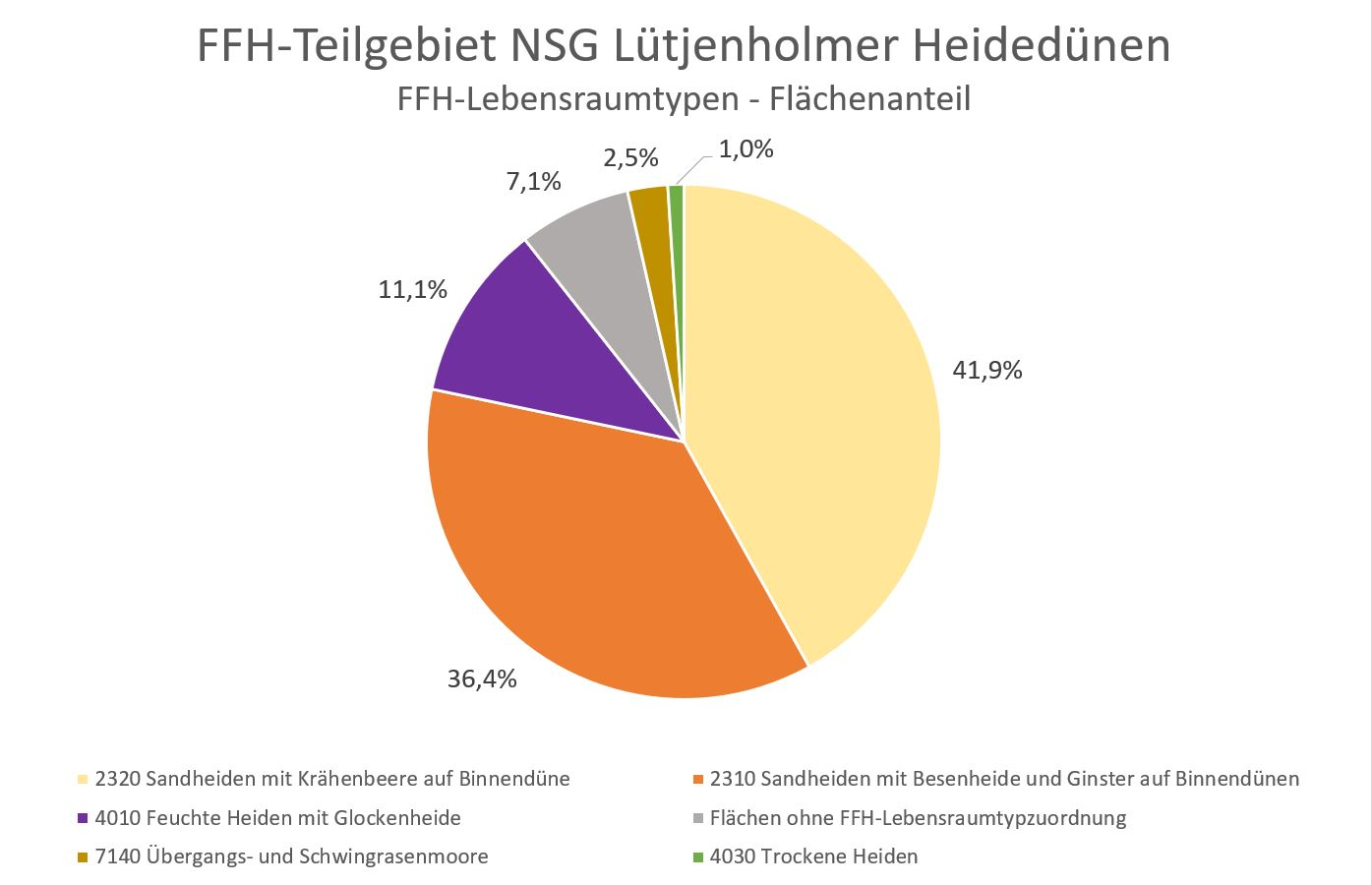
Diagramm 10: FFH-Lebensraumtypen

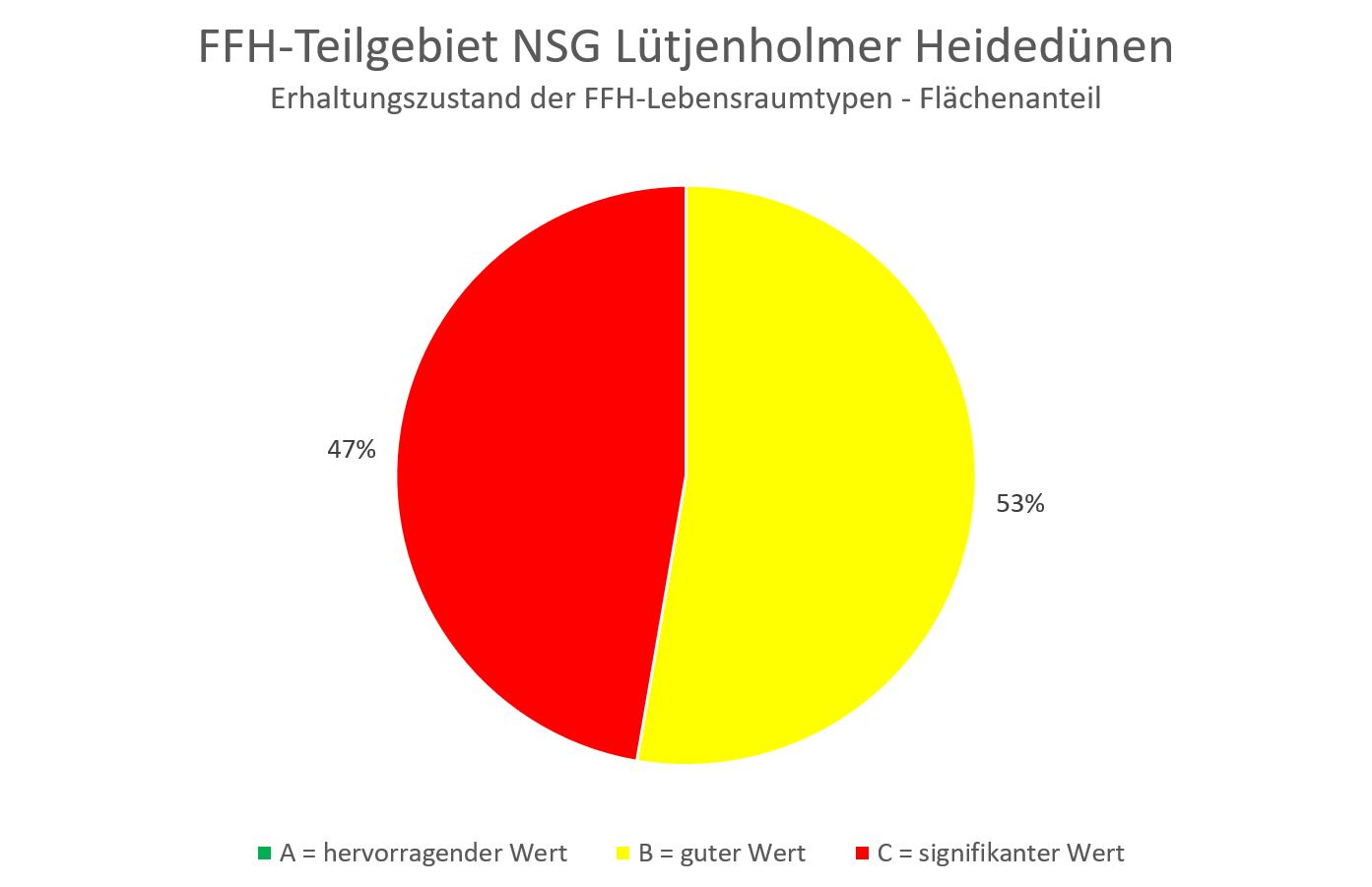
Diagramm 11: Erhaltungszustand

Im FFH-Teilgebiet „NSG Lütjenholmer Heidedünen“ sind fünf FFH-Lebensraumtypen vertreten, siehe Diagramm 10. Sie füllen mehr als 90 % der Teilgebietsfläche aus. Während der LRT 2320 Sandheiden mit Krähenbeere auf Binnendünen fast nur nördlich des Wanderweges zu finden ist, dominiert südlich davon der LRT 2320 Sandheiden mit Krähenbeere auf Binnendünen. Der LRT 4010 Feuchte Heiden mit Glockenheide ist über das ganze Teilgebiet verstreut anzutreffen. Die Übergangsmoore liegen ausschließlich auf vier Flächen nördlich des Wanderweges. Die trockene Heide belegt einen schmalen Streifen an der Nordspitze des Teilgebietes. Die Hälfte der FFH-Flächen haben einen guten Erhaltungszustand, während der Rest einen unbefriedigenden Wert aufweist, sieh Diagramm 11:
- 2310 Sandheiden mit Besenheide und Ginster auf Binnendünen (Erhaltungszustand 1 × B, 1 × C)
- 2320 Sandheiden mit Krähenbeere auf Binnendünen (Erhaltungszustand 1 × B, 1 × C)
- 4010 Feuchte Heiden mit Glockenheide (Erhaltungszustand 1 × B, 1 × C)
- 4030 Trockene Heiden (Erhaltungszustand B)
- 7140 Übergangs- und Schwingrasenmoore (Erhaltungszustand 1 × B, 1 × C)

Von den im SDB gemeldeten FFH-Arten ist nur der Moorfrosch in kleiner Zahl 2009 nachgewiesen worden.

### Biotoptypen
Die FFH-Flächen unterliegen dem Verschlechterungsverbot. In diesem Falle ist damit fast das gesamte Teilgebiet belegt. Gleichzeitig handelt es sich bei diesen Flächen auch um gesetzlich geschützte Biotope. Dazu zählt der Biotoptyp (TB) Binnendüne und die darin enthaltenen Biotoptypen (TH) Zwergstrauchheide und (TR) Trockenrasen, sowie die Moortypen (MH) Hoch- und Übergangsmoor, (MS) Moorstadien und (NS) Niedermoor Sumpf.

### FFH-Analyse und Bewertung
Das Kapitel FFH-Analyse und Bewertung im Managementplan beschäftigt sich unter anderem mit den aktuellen Gegebenheiten des FFH-Gebietes und den Hindernissen bei der Erhaltung und Weiterentwicklung der FFH-Lebensraumtypen. Die Ergebnisse fließen in den FFH-Maßnahmenkatalog ein.
Das FFH-Teilgebiet NSG Lütjenholmer Heidedünen stellt eine offene Heidelandschaft auf Binnendünen dar. Es ist der letzte Rest einer noch vor 160 Jahren in dieser Gegend weiträumig vorhandenen Heidelandschaft, siehe Bild 3. Im Gegensatz zu dem FFH-Teilgebiet Bargumer Heide (siehe oben) besteht es fast vollständig aus Flächen mit den dafür typischen FFH-Lebensraumtypen und hat nicht den Nachteil einer bestehenden künstlichen Bewaldung. Zudem steht es seit 83 Jahren unter Naturschutz. Dennoch ist es den verantwortlichen Eigentümern und Betreuern nicht gelungen, auch nur einen der vorhandenen Lebensraumtypen in einen „hervorragenden“ Erhaltungszustand zu versetzen. Der von Menschen gemachte Lebensraum der Heide benötigt eine ständige Pflege der vier Stadien: Pionier-, Aufbau-, Reife- und Degenerationsphase. Man muss die frühere Bewirtschaftungsform der Heide mit Beweidung durch Schafe, Plaggen der Degenerationsflächen und damit Umwandlung zu Pionierflächen immer wieder nachahmen, um den Kreislauf der vier Entwicklungsstadien einzuleiten und am Leben zu erhalten.

### FFH-Maßnahmenkatalog
Der FFH-Maßnahmenkatalog im Managementplan führt neben den bereits durchgeführten Maßnahmen geplante Maßnahmen zur Erhaltung und Entwicklung der FFH-Lebensraumtypen im FFH-Gebiet an. Konkrete Empfehlungen sind in 12 Maßnahmenblättern und einer Maßnahmenkarte beschrieben.
- Maßnahmenblatt 1: Mit Priorität 1 werden die weiterhin aufrecht zu erhaltenden regelmäßigen Pflegemaßnahmen für alle 5 Lebensraumtypen angemahnt.
- Maßnahmenblatt 2: Ebenfalls mit Priorität 1 ist das Zurückdrängen und Beseitigen aufkommender Gehölze, insbesondere von Neophyten auf der Gesamtfläche als Dauermaßnahme beizubehalten.
- Maßnahmenblatt 3: Keinerlei Aufforstungen im Teilgebiet
- Maßnahmenblatt 4: Entwässerung des Gebietes soweit reduzieren, dass keine Nachteile für die Anlieger entstehen. Der Deich- und Hauptsielverband Südwesthörn-Bongsiel hat zur Umsetzung der EU-Wasserrahmenrichtlinie vor, am Nordostrand des NSG eine Überflutungsfläche einzurichten. Das unterstützt die Zielsetzung der Maßnahme 4.
- Maßnahmenblatt 5: Keine Befestigung vorhandener Wege und keine Anlage neuer Wege.
- Maßnahmenblatt 6: Aufrechterhaltung der Sperrung des Zugangsweges für Fahrzeuge.
- Maßnahmenblatt 7: Die ehemaligen Grünflächen an der Soholmer Au sollen nicht mehr genutzt werden und sind Sukzessionsfläche. Allerdings soll die Entwicklung von Gehölzen unterbunden werden.
- Maßnahmenblatt 8: Gebietsbetreuung aufrechterhalten. Diese erfolgt durch die Arbeitsgemeinschaft Geobotanik in Schleswig-Holstein und Hamburg e.V
- Maßnahmenblatt 9: Vergrößerung des Teilgebietes, um Eutrophierung zu minimieren. Dies wird von den Besitzern der umliegenden Flächen weitgehend abgelehnt.
- Maßnahmenblatt 10: Extensivierung und Entwicklung umliegender Flächen. Da mit Kosten verbunden, kann dies nur langfristig angestrebt werden.
- Maßnahmenblatt 11: Abbau unnötiger Zäune am Südrand. Wildschutz.
- Maßnahmenblatt 12: Zum Schutz der Habitate für Wildbienen keine Aufstellung von Bienenkörben zur Honiggewinnung im Gebiet und der näheren Umgebung.

### FFH-Erfolgskontrolle und Monitoring der Maßnahmen
Eine FFH-Erfolgskontrolle und Monitoring der Maßnahmen findet in Schleswig-Holstein alle 6 Jahre statt. Der Managementplan wurde 2017 veröffentlicht. Somit wäre 2023 die nächste FFH-Erfolgskontrolle fällig.

## FFH-Teilgebiet StOÜbPl Lütjenholm
Das FFH-Teilgebiet StOÜbPl Lütjenholm ist das westlichste Teilgebiet des FFH-Gebietes Lütjenholmer und Bargumer Heide. Es liegt westlich des Ortskerns der Gemeinde Lütjenholm. Es grenzt im Norden an die Landesstraße L13, im Osten an die Landesstraße L4, im Süden an die Auen der Dänischen Meede und im Westen an den Mönkebüller Graben. Mitten durch das Teilgebiet verläuft von Nord nach Süd die Gemeindegrenze zwischen Langenhorn im Westen und Lütjenholm im Osten. Der höchste Punkt mit 7,6 m über NN liegt im Süden des Teilgebietes, der niedrigste bei 4,8 m über NN an mehreren Stellen über das Teilgebiet verteilt. Das Teilgebiet hat eine Größe von 193 ha und ist damit das größte und einzige mit allen FFH-Lebensraumtypen des FFH-Gebietes Lütjenholmer und Bargumer Heide.
Das Gelände wird militärisch als Standortübungsplatz der Bundeswehr genutzt, vor allem vom Flugabwehrraketengeschwader 1 in Husum, der Außenstelle des Ausbildungszentrums CIR in Flensburg und dem Bataillon Elektronische Kampfführung 911 in Stadum.
Da es sich hier um einen Bundeswehrstandort im Bundesbesitz handelt, die Verwaltung von FFH-Gebieten aber in Deutschland zu den Aufgaben der Bundesländer gehört, wurde zwischen dem Bundesministerium der Verteidigung und dem Bundesland Schleswig-Holstein eine Vereinbarung geschlossen, die die Funktion des „Vereinbarungsgebietes“ als Standortübungsplatz mit den Anforderungen als NATURA 2000-Gebiet möglichst in Einklang bringt. Das Bundesamt für Infrastruktur, Umweltschutz und Dienstleistungen der Bundeswehr GS II 4 mit der Bundesanstalt für Immobilienaufgaben - Sparte Bundesforst hat im Einvernehmen mit dem Bundesland Schleswig-Holstein zum einen „Naturschutzfachlichen Grundlagenteil für das Fauna-Flora-Habitat-Gebiet DE 1320-302 „Lütjenholmer und Bargumer Heide“ auf dem StOÜbPl Lütjenholm (Vereinbarungsgebiet)“ erstellt, wie er in Schleswig-Holstein in Form des Managementplans für FFH-Gebiete üblich ist und zum anderen einen „Maßnahmen-, Pflege- und Entwicklungsplan (MPE-Plan) StOÜbPl Lütjenholm - Wirtschaftseinheit - Nr.: WE 0453“, wie er für alle NATURA 2000-Flächen des Bundes erstellt wird. Beide Papiere bilden den Managementplan für das FFH-Teilgebiet StOÜbPl Lütjenholm.

### FFH-Lebensraumtypen

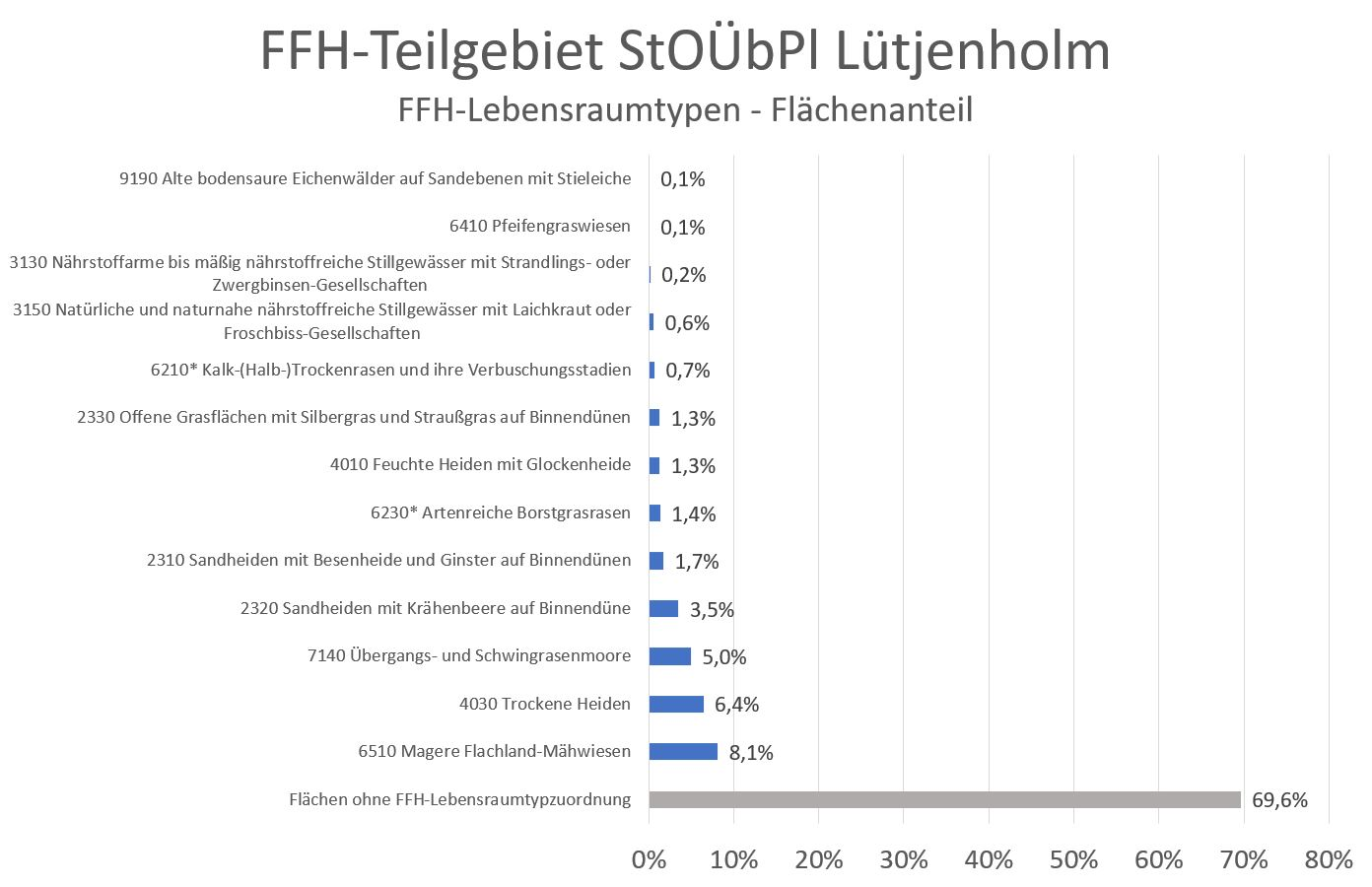
Diagramm 12: FFH-Lebensraumtypen

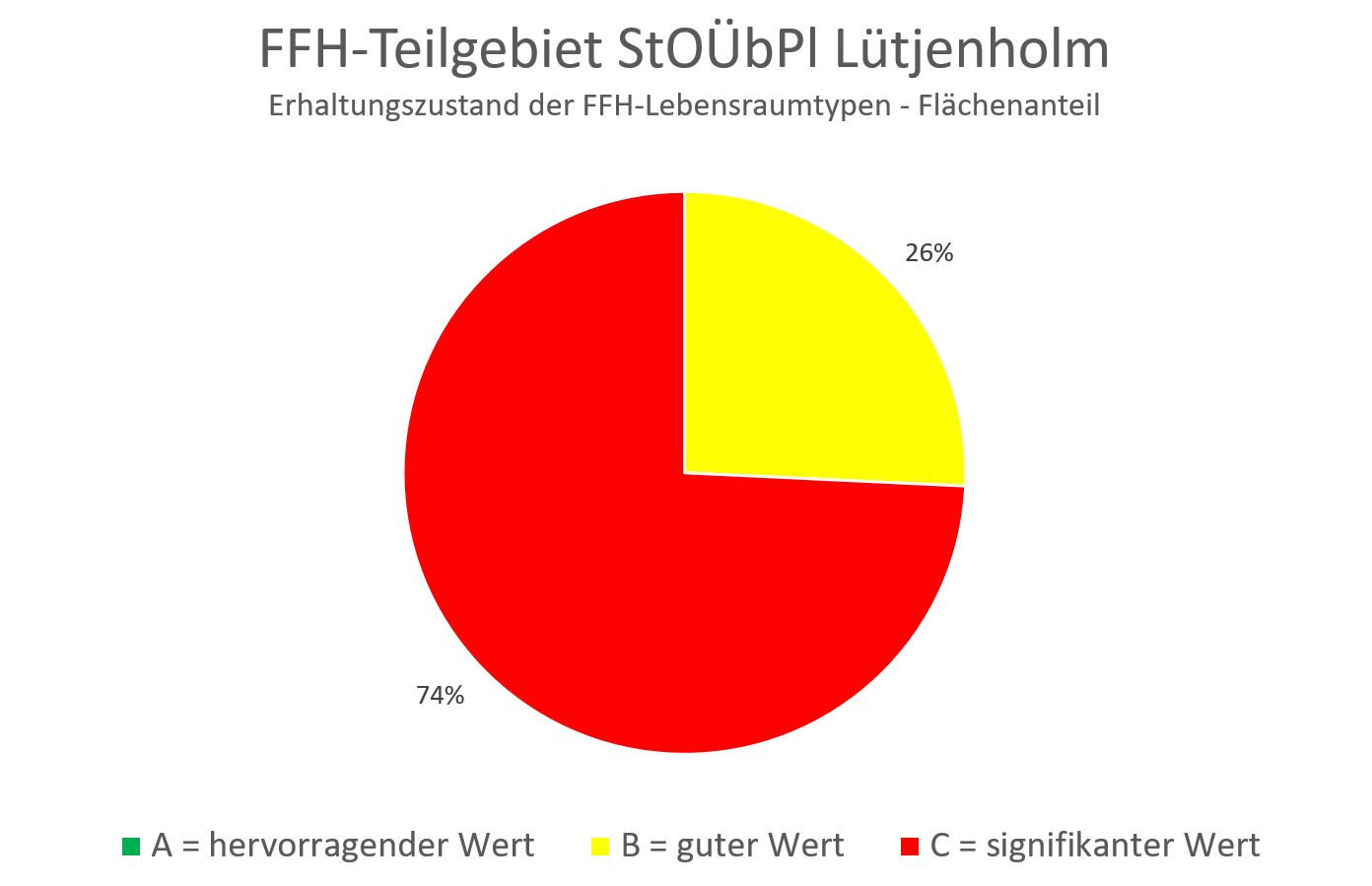
Diagramm 13: Erhaltungszustand der FFH-Lebensraumtypen

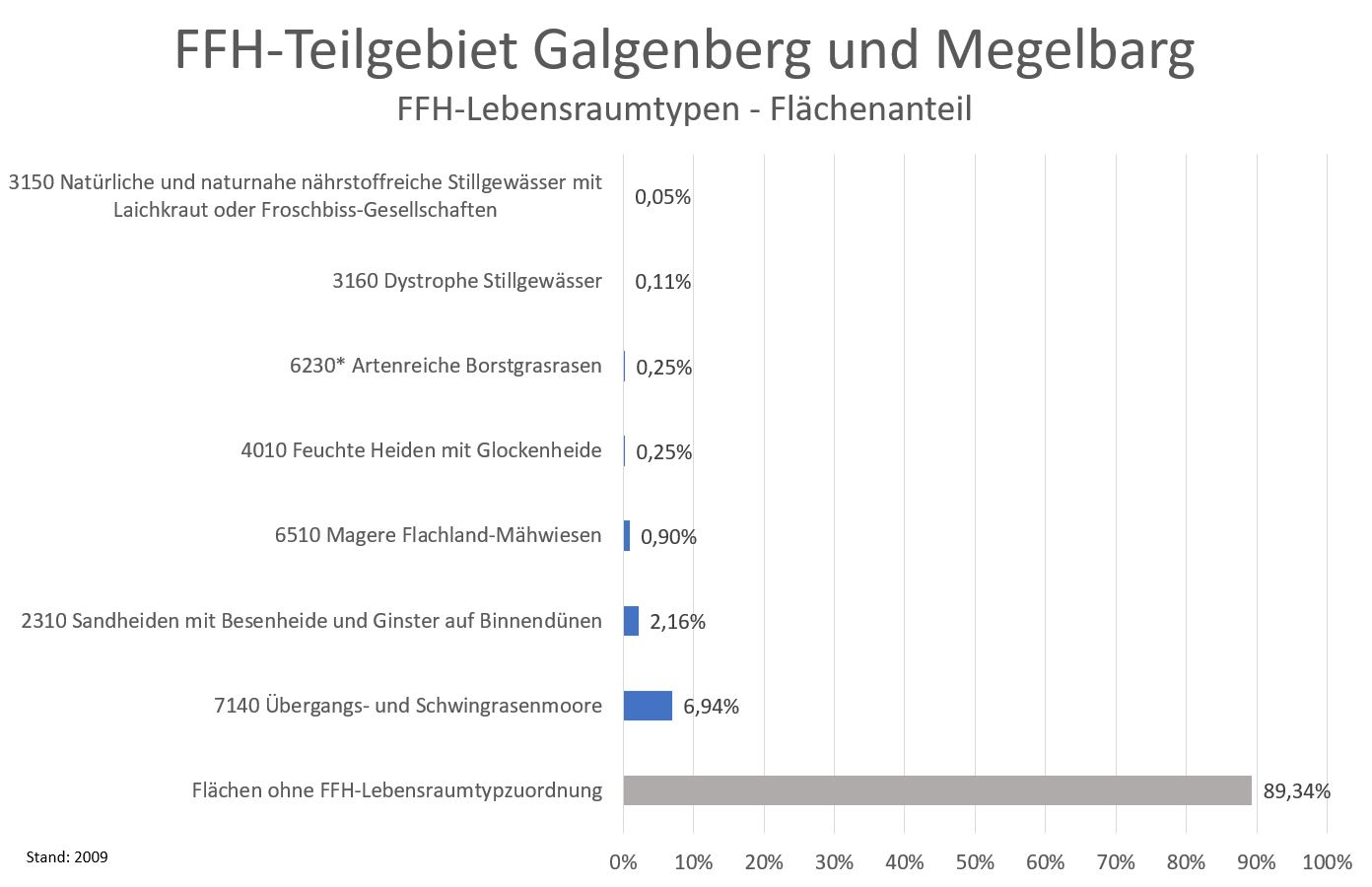
Diagramm 15: FFH-Lebensraumtypen

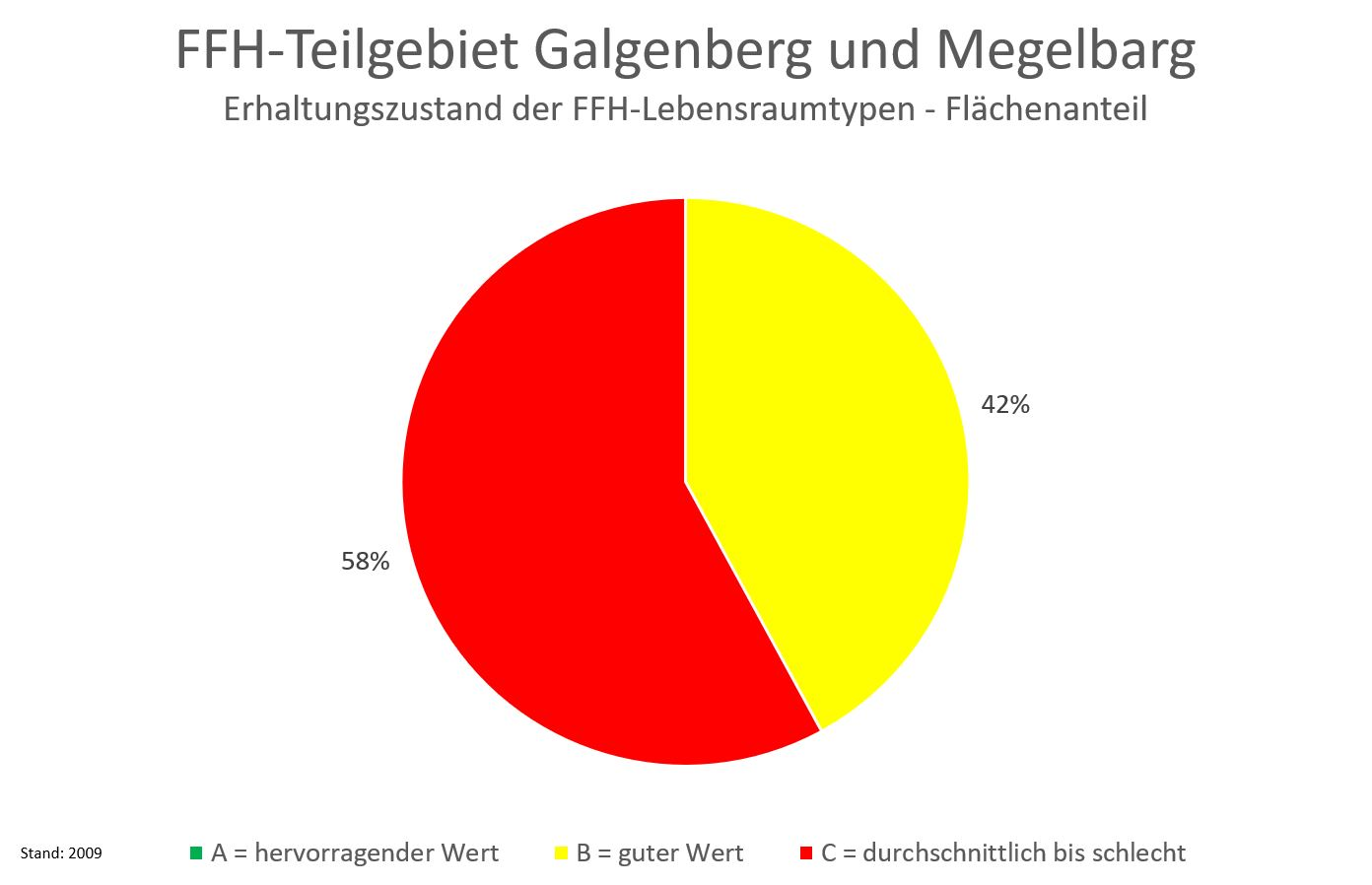
Diagramm 16: Erhaltungszustand LRT

Der aufgeführte Erhaltungszustand gibt den Stand der Kartierung von 2009 wieder.
- 2310 Sandheiden mit Besenheide und Ginster auf Binnendünen (Erhaltungszustand B)
- 2320 Sandheiden mit Krähenbeere auf Binnendünen (Erhaltungszustand B+C)
- 2330 Offene Grasflächen mit Silbergras und Straußgras auf Binnendünen (Erhaltungszustand B+C)
- 3130 Nährstoffarme bis mäßig nährstoffreiche Stillgewässer mit Strandlings- oder Zwergbinsen-Gesellschaften (Erhaltungszustand B+C)
- 3150 Natürliche und naturnahe nährstoffreiche Stillgewässer mit Laichkraut oder Froschbiss-Gesellschaften (Erhaltungszustand C)
- 4010 Feuchte Heiden mit Glockenheide (Erhaltungszustand B+C)
- 4030 Trockene Heiden (Erhaltungszustand B+C)
- 6210* Kalk-(Halb-)Trockenrasen und ihre Verbuschungsstadien (* orchideenreiche Bestände) (Erhaltungszustand C)
- 6230* Artenreiche Borstgrasrasen (Erhaltungszustand C)
- 6410 Pfeifengraswiesen (Erhaltungszustand C)
- 6510 Magere Flachland-Mähwiesen (Erhaltungszustand C)
- 7140 Übergangs- und Schwingrasenmoore (Erhaltungszustand C)
- 9190 Alte bodensaure Eichenwälder auf Sandebenen mit Stieleiche (Erhaltungszustand C)

Die von trockener Sandheide umgebenen Niedermoore konzentrieren sich im Südwesten des Teilgebietes.

### Biotoptypen
Im FFH-Teilgebiet wurden 30 Biotopgruppen mit einer Gesamtflächen von 246,33 ha kartiert. Dabei sind die nicht militärisch genutzten Flächen außerhalb des Standortübungsplatzes und die nicht zum FFH-Gebiet gehörenden Flächen des 2017 aufgegebenen ehemaligen Marinedepots 1 nördlich der L13 mit enthalten. Dieses in der Biotopkarte „Bearbeitungsgebiet“ genannte Areal enthält 65 gesetzlich geschützte Einzelbiotope. Leider ist durch diese Einteilung die genaue Anzahl und Fläche der Biotoptypen auf dem FFH-Teilgebiet nicht erkennbar. In der Biotopkartierung im ZeBIS Schleswig-Holstein sind mit Stand März 2021 die Biotopflächen in der FFH-Teilgebietsfläche nicht sichtbar.

### FFH-Analyse und Bewertung
Das Kapitel FFH-Analyse und Bewertung im Managementplan beschäftigt sich unter anderem mit den aktuellen Gegebenheiten des FFH-Gebietes und den Hindernissen bei der Erhaltung und Weiterentwicklung der FFH-Lebensraumtypen. Die Ergebnisse fließen in den FFH-Maßnahmenkatalog ein.
Nur knapp ein Drittel der Teilgebietsfläche ist von FFH-Lebensraumtypen bedeckt, siehe Diagramm 12. Der Rest sind Verkehrsflächen, intensiv genutzte Grün- und Nadelwaldflächen. Nur gut ein Viertel der FFH-Flächen haben einen guten Erhaltungszustand, siehe Diagramm 13. Die Pflege der Grünflächen erfolgt aus Kostengründen als Mulchmahd, wobei das Mähgut auf der Fläche verbleibt. Aus naturschutzfachlicher Sicht wäre es besser, das Mähgut nach der Mahd aus dem Gebiet zu entfernen. Damit würden diese sich zum FFH-Typ Magere Flachland-Mähwiesen entwickeln können. Der Nadelwald sollte sich im Laufe der Zeit durch Waldumbau hin zu heimischen Eichenwäldern mit Stieleiche entwickeln. Die Niedermoorflächen werden gelegentlich entkusselt, um den Sonne liebenden Arten bessere Bedingungen zu bieten.

### FFH-Maßnahmenkatalog
Im Falle von bundeseigenen Liegenschaften wird statt eines FFH-Maßnahmenkataloges im Managementplan ein gesonderter Maßnahmen-, Pflege- und Entwicklungsplan (MPE-Plan) aufgestellt. Dieser enthält noch einmal eine Beschreibung der Rahmenbedingungen, eine Festlegung der Planungsräume für die Umsetzung von Maßnahmen, die Festsetzung der Pflegeeinheiten, sowie ein Konzept für „Waldfunktionsflächen“.
Da die letzte Kartierung des Teilgebietes hinsichtlich der FFH-Lebensraumtypen im Jahre 2009 stattgefunden hat, wurden mit Begehungen im Jahre 2017 diese Bewertungen noch einmal überprüft. Dabei hat man bei fast allen FFH-Lebensraumtypen eine Verschlechterung des Erhaltungszustandes feststellen können. Die Größe der im Jahre 2009 mit B = „gut“ bewerteten Flächen hat bis zum Jahre 2017 um ein gutes Drittel abgenommen. Aber auch der Zustand der mit C = „durchschnittlich bis schlecht“ bewerteten hat sich verschlechtert. Bei einer Neukartierung wären diese Flächen teilweise gar nicht erst als LRT-Flächen aufgenommen worden. Eine Besserstellung von Flächen ist in keinem Fall festgestellt worden. Damit ist gegen das Verschlechterungsverbot in FFH-Gebieten verstoßen worden. Da im SDB neben den FFH-Lebensraumtypen auch vier FFH-Arten aufgeführt sind, wurden deren mögliche Habitate einer erneuten Begutachtung unterzogen. Für den Moorfrosch, die Knoblauchkröte und den Laubfrosch wurden sieben Gewässer und für die Zauneidechse sieben Trockenstandorte im FFH-Teilgebiet im Frühsommer und Frühherbst 2017 untersucht. Dabei wurde eine grundsätzliche Eignung als Gewässer für mindestens eine der drei Amphibienarten festgestellt. Die untersuchten möglichen Habitate für die Zauneidechse sind ebenfalls geeignet.
Für eine planbare Erhaltung und Entwicklung der einzelnen Lebensraumtypen auf den Freiflächen wurde das Teilgebiet in 7 Planungsräume eingeteilt, in denen jeweils durchnummerierte Teilräume für die einzelnen Lebensraumtypen vorhanden sind. Gleiche Nummer bedeutet gleicher Lebensraumtyp.
Für jeden Lebensraumtyp eines Planungsraumes werden im MEP-Plan die Ziele, die Schutz- und Erhaltungsmaßnahmen und Entwicklungsmaßnahmen detailliert auch in ihrer zeitlichen Abfolge aufgeführt. Zur Unterstützung dienen die Karten zur Erhaltungspflege, Erhaltungsmaßnahmen, Entwicklungspflege und Entwicklungsmaßnahmen. Die Umsetzung der Pflegemaßnahmen wurden für Lebensraumtypen und Biotope mit gleichartigen Pflegemaßnahmen in 28 Pflegeeinheiten zusammengefasst und in einer Karte beschrieben.
Die gleiche Vorgehensweise wurde auch für die Waldflächen angewendet.
Fazit: Der von der Firma Mordhorst-Bretschneider aus Kiel im Auftrag des Kompetenzzentrums Baumanagement Kiel Referat K 6 des Bundesamtes für Infrastruktur, Umweltschutz und Dienstleistungen der Bundeswehr bearbeitete MEP-Plan hat die Verschlechterung des Erhaltungszustandes aller FFH-Lebensraumtypen auf dem Standortübungsplatz Lütjenholm festgestellt. Die daraus entwickelten umfangreichen Pläne für die Erhaltung und Pflege sowie die für jeden FFH-Lebensraumtyp und Biotoptyp zugeschnittenen detailreichen Erhaltungs- und Entwicklungsmaßnahmen sind vorbildlich.

### FFH-Erfolgskontrolle und Monitoring der Maßnahmen
Diese richtet sich nach den periodischen Prüfungsperioden des Benutzungs- und Bodenbedeckungsplans (BB-Plan) für den Standortübungsplatz Lütjenholm oder erfolgen bei Bedarf.

## FFH-Teilgebiet Galgenberg und Megelbarg

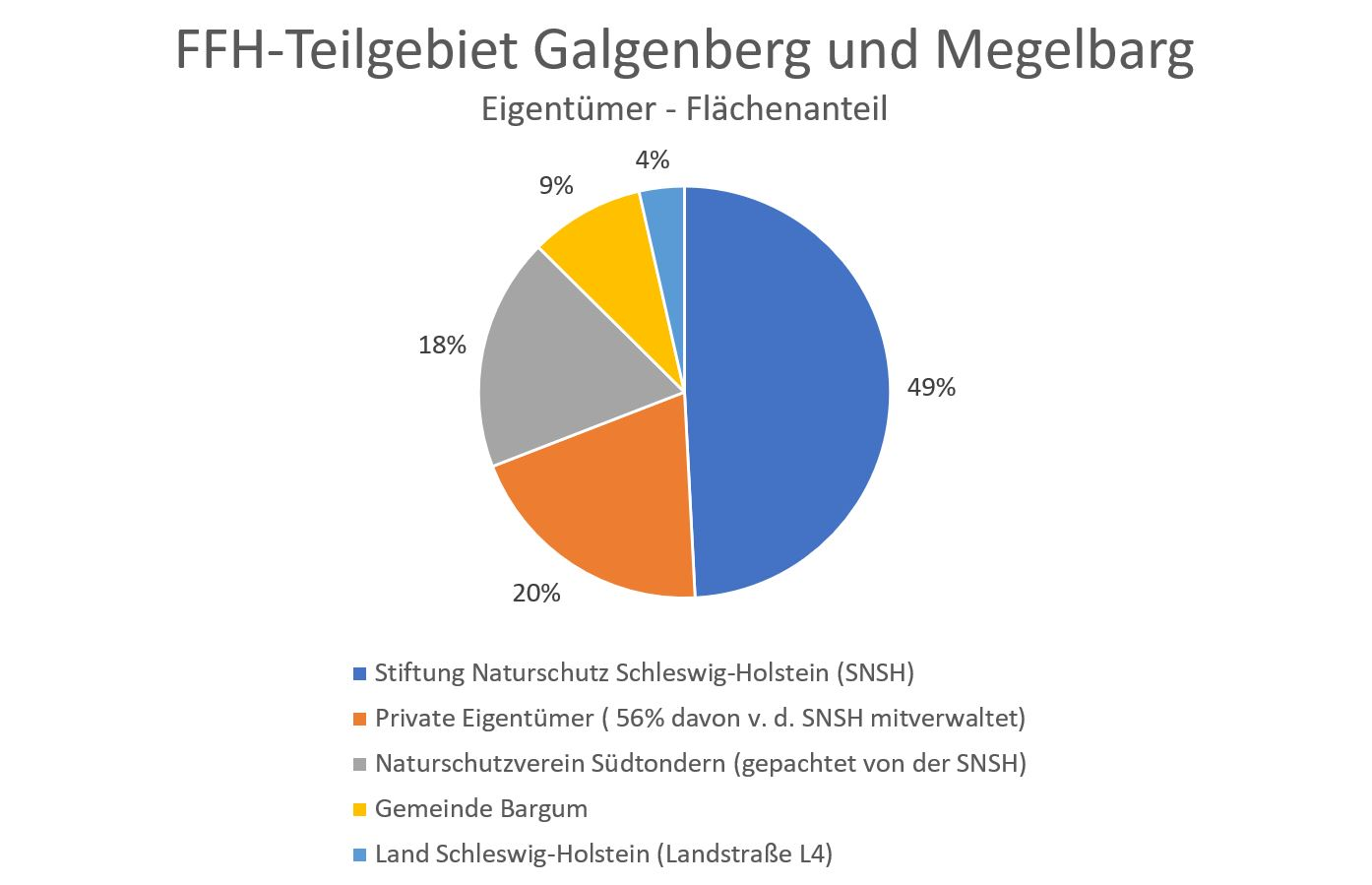
Diagramm 14: Eigentümer

Das FFH-Teilgebiet Galgenberg und Megelbarg ist das südlichste Teilgebiet des FFH-Gebietes Lütjenholmer und Bargumer Heide. Es besteht aus zwei räumlich getrennten Teilflächen, dem Galgenberg im Norden und dem Megelbarg im Süden. Die Teilfläche Galgenberg grenzt mit seiner Westgrenze unmittelbar an das FFH-Teilgebiet StOÜbPl Lütjenholm, nur durch die L4 getrennt. Die Fläche Megelbarg liegt 0,75 km südlich der Fläche Galgenberg. Beide Flächen haben zusammen eine Größe von 36,5 ha und sind damit das kleinste der vier FFH-Teilgebiete. Beide Flächen sind geprägt durch ihre Randlage westlich der Kleinen Au mit ihren feuchten, moorigen Mulden und trockenen Binnendünen. Seit der letzten Kartierung des Teilgebietes im Jahre 2009 hat sich dessen Aussehen grundlegend geändert. Im Rahmen des Umweltschutzprojektes LIFE AURINIA zur Wiederansiedelung des bereits ausgestorbenen Goldenen Scheckenfalters wurden auf Flächen der Stiftung Naturschutz Schleswig-Holstein (SNSH) befindliche Nadelwaldbestände gerodet. Der ehemals vollständig mit Sitka-Fichten bestandene Megelbarg wurde 2012 gerodet. In der Teilfläche Galgenberg wurde im Süden ebenfalls ein Bestand von Sitka-Fichten im gleichen Jahr gerodet.
Knapp die Hälfte des Teilgebietes befindet sich im Eigentum der SNSH. Neben der Gemeinde Bargum und dem Naturschutzverein Südtondern sind bis auf die Verkehrsfläche der L4 die restlichen Flächen im Privatbesitz, sieh Diagramm 14. Der Naturschutzverein Südtondern hat seinen Besitz an die SNSH verpachtet. Ein Teil der Privatflächen werden ebenfalls von der SNSH verwaltet. Somit stehen gut drei Viertel der Teilgebietsfläche in der Verwaltung der SNSH. Die Betreuung geschützter Gebiete in Schleswig-Holstein gem. § 20 LNatSchG wurde vom LLUR für die nördliche Teilfläche Galgenberg dem Naturschutzverein Südtondern übertragen.

### FFH-Lebensraumtypen
Der aufgeführte Erhaltungszustand gibt den Stand der Kartierung von 2009 wieder.
- 2310 Sandheiden mit Besenheide und Ginster auf Binnendünen (Erhaltungszustand B)
- 3150 Natürliche und naturnahe nährstoffreiche Stillgewässer mit Laichkraut oder Froschbiss-Gesellschaften (Erhaltungszustand C)
- 3160 Dystrophe Stillgewässer (Erhaltungszustand C)
- 4010 Feuchte Heiden mit Glockenheide (Erhaltungszustand B)
- 6230* Artenreiche Borstgrasrasen (Erhaltungszustand B)
- 6510 Magere Flachland-Mähwiesen (Erhaltungszustand C)
- 7140 Übergangs- und Schwingrasenmoore (Erhaltungszustand B+C)

Mit Stand 2009 waren nur gut 10 % der Teilgebietsflächen mit FFH-Lebensraumtypen kartiert, siehe Diagramm 15. Davon stellte der LRT 7140 Übergangs- und Schwingrasenmoore gut zwei Drittel den größten Anteil. Über die Hälfte der Fläche mit FFH-Lebensraumtypen hat eine durchschnittliche bis schlechte Bewertung des Erhaltungszustandes, siehe Diagramm 16. Dieses FFH-Teilgebiet hat sich von allen anderen seit den Rodungen der Fichtenbestände im Jahre 2012 in seinen FFH-Lebensraumtypen und Biotopen am stärksten verändert. Nach mittlerweile neun Jahren wäre eine Neukartierung erforderlich. Auf den Rodungsflächen hat sich der LRT 2310 Sandheiden mit Besenheide und Ginster auf Binnendünen bereits gut entwickelt.

### Biotoptypen
In der Teilfläche Galgenberg befindet sich ein Mosaik von 17 verschiedenen Biotoptypen, von denen 10 gesetzlich geschützte Biotoptypen sind. Dabei sind die Privatflächen im Osten meistens intensiv oder sonstig genutztes Grünland, während der Westen von den Binnendünen mit Wald- und Gebüschbiotoptypen geprägt ist. In der südlichen Teilfläche Megelbarg sind es nur 3 Biotoptypen; Binnendünen mit sieben Niedermoorflächen und ein kleines Stillgewässer. Nach den Rodungen der Nadelwaldflächen im Jahre 2012 werden sich die Binnendünen zur Heide entwickeln.

### FFH-Analyse und Bewertung
Das Kapitel FFH-Analyse und Bewertung im Managementplan beschäftigt sich unter anderem mit den aktuellen Gegebenheiten des FFH-Gebietes und den Hindernissen bei der Erhaltung und Weiterentwicklung der FFH-Lebensraumtypen. Die Ergebnisse fließen in den FFH-Maßnahmenkatalog ein.
Der größte Eingriff in diesem Teilgebiet ist die Rodung der Sitka-Fichtenbestände auf den Binnendünenflächen. Hier wurden Mittel aus dem Naturschutzprojekt LIFE AURINIA verwendet. Dabei wurden diese Flächen nach der Rodung von der Humusschicht befreit, Mähgut vom Standortübungsplatz eingearbeitet und in den Folgejahren Einsaaten und Anpflanzungen von standortgerechten Pflanzen durchgeführt. Für den Waldverlust wurden 18 ha Wald in Tinningstedt, Klingenberg, Pobüll und Bünsdorfer Moor aufgeforstet. Schließlich wurden im Jahre 2017 Raupen des Goldenen Scheckenfalter ausgebracht.

### FFH-Maßnahmenkatalog
Der FFH-Maßnahmenkatalog im Managementplan führt neben den bereits durchgeführten Maßnahmen geplante Maßnahmen zur Erhaltung und Entwicklung der FFH-Lebensraumtypen im FFH-Gebiet an. Zur besseren Übersicht sind die Maßnahmen in drei Maßnahmenblättern tabellarisch und drei Karten räumlich festgehalten.

#### Bisher durchgeführte Maßnahmen (Stand: 2017)
- Kahlschlag der Fichtenbestände auf den Binnendünen zur Umwandlung in eine offene Heidelandschaft des FFH-Lebensraumtyps 2310 Sandheiden mit Besenheide und Ginster auf Binnendünen zur Wiederansiedelung des Goldenen Scheckenfalters.
- Anpflanzen von heimischen Gehölzen an der Südspitze der Teilfläche Galgenberg und am Nord-, West- und Südrand der Teilfläche Megelbarg als Windschutz zur Verminderung des Nährstoffeintrags durch Winderosion von umliegenden intensiv landwirtschaftlich genutzten Flächen.
- Sicherung des Misch- und Bruchwaldes im Norden der Teilfläche Galgenberg zur Waldentwicklung hin zu heimischen Gehölzen.
- Belegung der Kahlschlagflächen mit Plaggen aus den anderen Teilgebieten.
- Extensive Beweidung aller offenen Flächen.
- Mahd der feuchten Grünlandflächen im Südosten der Teilfläche Galgenberg.
- Anlage von drei Kleingewässern im Norden der Teilfläche Galgenberg zur Förderung der Ansiedlung von Amphibien.
- Plaggen von sieben kleineren Flächen im Norden und einer größeren im Süden der Teilfläche Galgenberg zur Heideverjüngung.
- Ausführung von sechs Grabenverschlüssen in der Teilfläche Galgenberg und drei in der Teilfläche Megelbarg zur Rückhaltung von Oberflächenwasser nach Niederschlägen.
- Einzäunung der Beweidungsgebiete.

(Quelle:)

#### Notwendige Erhaltungsmaßnahmen (ab 2017)
- Weiterführung der extensiven Beweidung auf 12 Flächen in der Teilfläche Galgenberg und 8 Flächen auf der Teilfläche Megelbarg.
- Auf einer Borstgrasrasenfläche und einem Niedermoor im Norden der Teilfläche Galgenberg östlich des Wirtschaftsweges muss die Mahd oder extensive Beweidung aufrechterhalten werden, um die beiden Lebensraumtypen zu erhalten.
- Südwestlich des Galgenbergs besteht die Gefahr der Nutzung einer Feuchtheide als Lagerplatz. Dies muss verhindert werden, da es sich um die einzige Fläche mit dem LRT 4010 Feuchtheiden im Teilgebiet handelt.

(Quelle:)

#### Weitergehende Entwicklungsmaßnahmen (ab 2017)
Zu den Maßnahmen, die ab 2017 ergriffen werden sollen, gehören vier Entwicklungsmaßnahmen, die für mehrere Lebensraumtypen förderlich sind:
- Dauerhafte Beweidung der offenen Binnendünen- und Grünlandflächen im Teilgebiet. Damit soll eine Ausmagerung der umliegenden Entwicklungsflächen erreicht werden, um diese ebenfalls zu LRT-Flächen zu entwickeln.
- Gehölzentwicklung der frisch bepflanzten westlichen Randflächen. Wenn diese sich gut etabliert haben, soll eine vorsichtige Beweidung dafür sorgen, dass die Flächen sich nicht zu einem dichten Wald entwickeln, sondern eher zum LRT 2310.
- Ergänzende Pflegemaßnahmen. Diese sind erforderlich, wenn die Rinderbeweidung nicht ausreicht, um den Bewuchs mit unerwünschten Arten klein zu halten. Dann werden die üblichen Maßnahmen zur Ausmagerung, wie Ziegenbeweidung, Mahd mit Abtransport des Mähgutes, Plaggen oder Brennen erforderlich.
- Gehölzmanagement an der engsten Stelle in der Teilfläche Galgenberg. Hiermit sind Entkusselungsmaßnahmen gemeint, um den Erhaltungszustand der Niedermoor- und Heideflächen zu verbessern.
- Prüfung der Wirksamkeit des verbauten Grabenstaus und gegebenenfalls Einbau eines weiteren.
- Gewässerunterhaltung an der Kleinen Aue. Die Gewässerränder werden vom Wasser- und Bodenverband Kleine Aue regelmäßig gemäht. Das Mähgut darf nicht im Teilgebiet abgelagert werden.
- Kontrolle der bestehenden Grabenverschlüsse auf ihre Wirksamkeit.
- An der L4 auf dem Gebiet der Teilfläche Galgenberg befindet sich ein schmaler Gehölzstreifen, der als Barriere gegen den Austausch der dortigen Arten der Sandheide beiderseits der Straße führen kann. Dieser sollte ausgedünnt werden.
- Die Teilfläche Megelbarg ist für eine ständige Beweidung zu klein. Es bietet sich eine Vergrößerung der Weidefläche nach Osten außerhalb des FFH-Teilgebietes bis zur Kleinen Au an, da diese bereits eine Ausgleichsfläche des Kreises Nordfriesland ist.
- Bis auf den Ostrand würde ein nicht genutzter Pufferstreifen von 50 m Breite sich günstig auf den Nährstoffeintrag in das FFH-Teilgebiet auswirken.

(Quelle:)

#### Sonstige Pflege- und Entwicklungsmaßnahmen (ab 2017)
Es werden 8 weitere Vorschläge für Sonstige Pflege- und Entwicklungsmaßnahmen gemacht, die nicht unmittelbar die FFH-Gebietserhaltungsziele betreffen.
- Nutzungsextensivierung einer bisher intensiv genutzten Grünlandfläche im Nordosten der Teilfläche Galgenberg.
- Drei Flächen im Teilgebiet Galgenberg sollen nicht weiter gepflegt und der Sukzession überlassen werden. Es handelt sich um gesetzlich geschützte Biotope aus Weidengebüsch und eine Waldfläche mit standortgerechten Baumarten, die sich zum Naturwald entwickeln soll. Sie wurden zum Schutz vor Beweidung ausgezäunt.
- Weiterer Waldumbau der restlichen Nadelgehölzflächen zu standortgerechten Laubwäldern am Nord- und Südrand der Teilfläche Galgenberg. Da der südliche Wald sich im Privatbesitz befindet, ist es dort nur auf freiwilliger Basis möglich. Beide Flächen sind durch Auszäunung gegen Beweidung gesichert.
- Verbindung der beiden Teilflächen entlang der Niederung der Kleinen Au. Die Wiesen der Kleinen Au wären eine ideale Verbindung der beiden Teilflächen Galgenberg und Megelbarg. Hier könnte man eine gemeinsame Beweidung der Offenlandbereiche schaffen.
- Entlang des südlichen Teils des Zugangsweges zur Teilfläche Galgenberg befindet sich ein Entwässerungsgraben. Diesen könnte man soweit verbreitern, dass er die nördlich gelegenen Biotopflächen 325006058 406 mit dem Biotoptyp „GNr2d Nährstoffreiches Nassgrünland“ und 325006058 405 mit dem Biotoptyp „GFr Sonstiges artenreiches Feuchtgrünland“ nicht berührt. Damit würden verbesserte Habitate für Amphibien entstehen.
- Wie in anderen FFH-Gebieten des Landes Schleswig-Holstein stellt die invasive Art Spätblühende Traubenkirsche auch in diesem ein Problem dar. Dort, wo keine Beweidung möglich ist, kann sie nur durch Rodung beseitigt werden.
- In schleswig-holsteinischen Naturschutz- und NATURA2000-Gebieten werden vom LLUR in Zusammenarbeit mit dem Gebietsbetreuer üblicherweise Infotafeln des Besucherinformationssystems (BIS) aufgestellt, um Informationen zum Schutzgebiet zur Historie, Flora und Fauna, sowie Verhaltensregeln im Gebiet dem Besucher zu vermitteln. Dies sollte auch in diesem Gebiet erfolgen.
- Nachdem das Insektensterben in den letzten Jahren von weiten Teilen der Bevölkerung wahrgenommen wird, wird in immer mehr Naturschutzgebieten zum Schutz der Wildbienen das Aufstellen von Bienenkörben zur Honiggewinnung verboten. Dies sollte auch in diesem Gebiet mit seinen offenen Blühflächen erfolgen.

(Quelle:)

### FFH-Erfolgskontrolle und Monitoring der Maßnahmen
Eine FFH-Erfolgskontrolle und Monitoring der Maßnahmen findet in Schleswig-Holstein alle 6 Jahre statt. Der Managementplan wurde 2017 veröffentlicht. Somit wäre 2023 die nächste FFH-Erfolgskontrolle fällig.